# Đường ngang

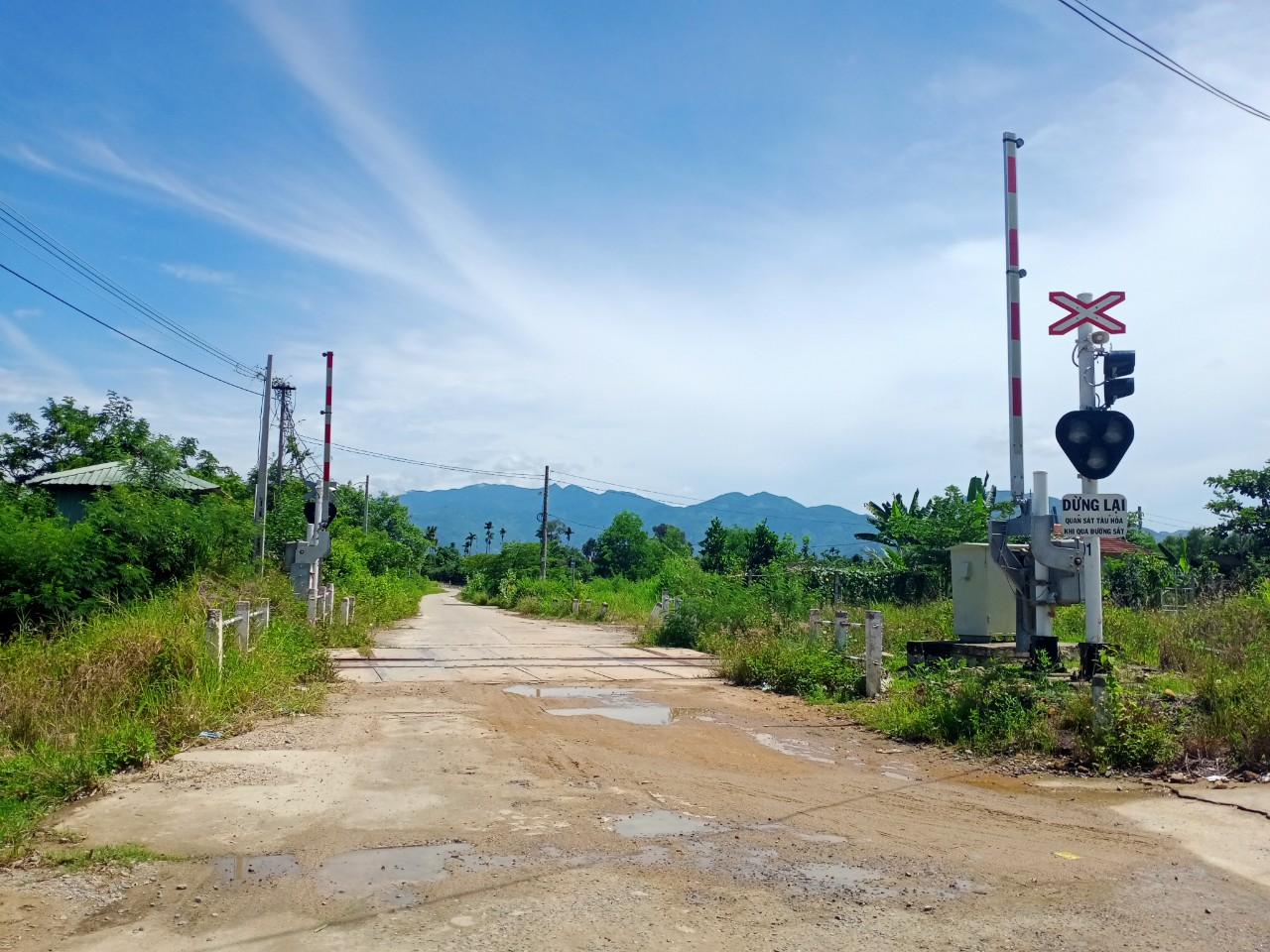
Đường ngang cảnh báo tự động tại Diên Khánh, Khánh Hòa, Việt Nam

Đường ngang hay giao cắt đường sắt là một điểm giao nhau cùng mức giữa đường bộ và đường sắt trên một tuyến đường sắt, điểm giao nhau khác mức được xây dựng cầu vượt hoặc hầm. Các đường ngang thường được lắp đặt các biển báo, đèn tín hiệu và cần chắn.

## Cấu tạo của đường ngang

Biển báo ở đường ngang (St. Andrew's Cross)

### Biển báo
Một phương pháp để cảnh báo người đi đường rằng họ đang đến gần đường ngang là sử dụng biển báo. Một đường ngang như vậy thường không có cần chắn và đèn tín hiệu, thay vào đó là biển báo St. Andrew's Cross với viền ngoài màu đỏ và phần bên trong có màu trắng.

### Âm thanh cảnh báo
Phần lớn đường ngang có các hệ thống âm thanh để cảnh báo. Hệ thống âm thanh cảnh báo sẽ hoạt động khi đoàn tàu sắp đến gần.

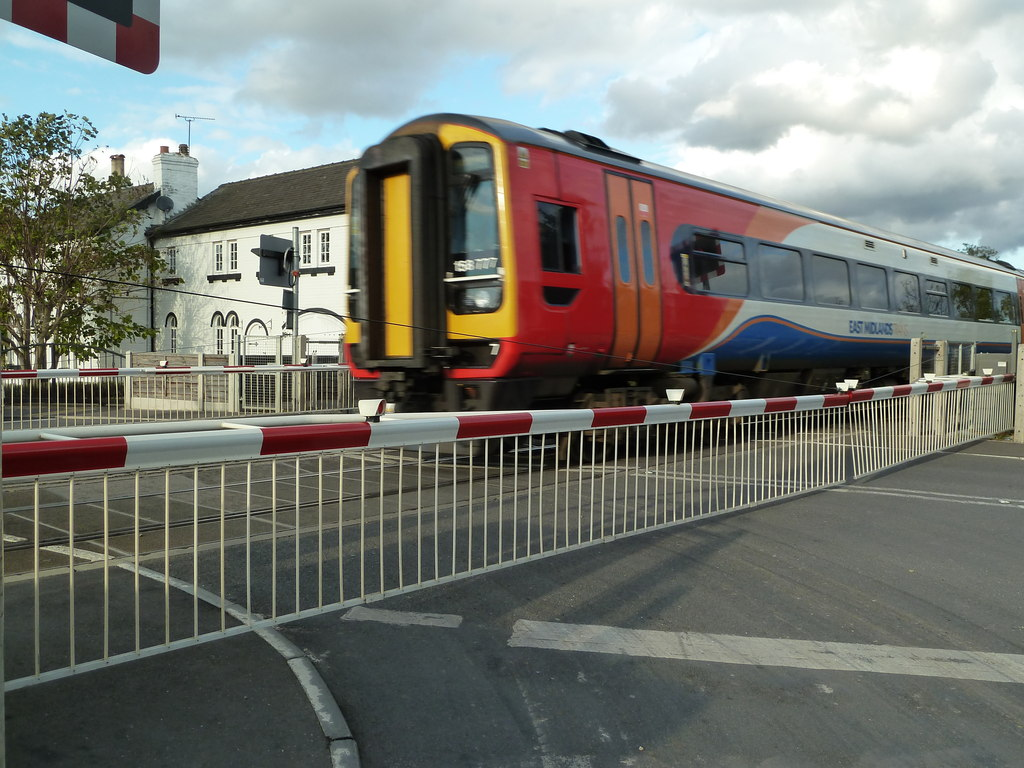
Cần chắn toàn bộ đường tại đường ngang Meadow Lane, Anh

### Rào chắn
Đa số các đường ngang trên thế giới đều được trang bị hệ thống rào chắn. Những rào chắn này sẽ được hạ khi tàu gần đến đường ngang.

### Đèn tín hiệu
Cùng với biển báo, đèn tín hiệu là một loại hệ thống cảnh báo phổ biến và an toàn ở nhiều đường ngang trên thế giới. Khi tàu sắp đến gần, hệ thống đèn tín hiệu sẽ được mở (đối với đường ngang có gác chắn) nhấp nháy để cảnh báo phương tiện lưu thông trên đường.

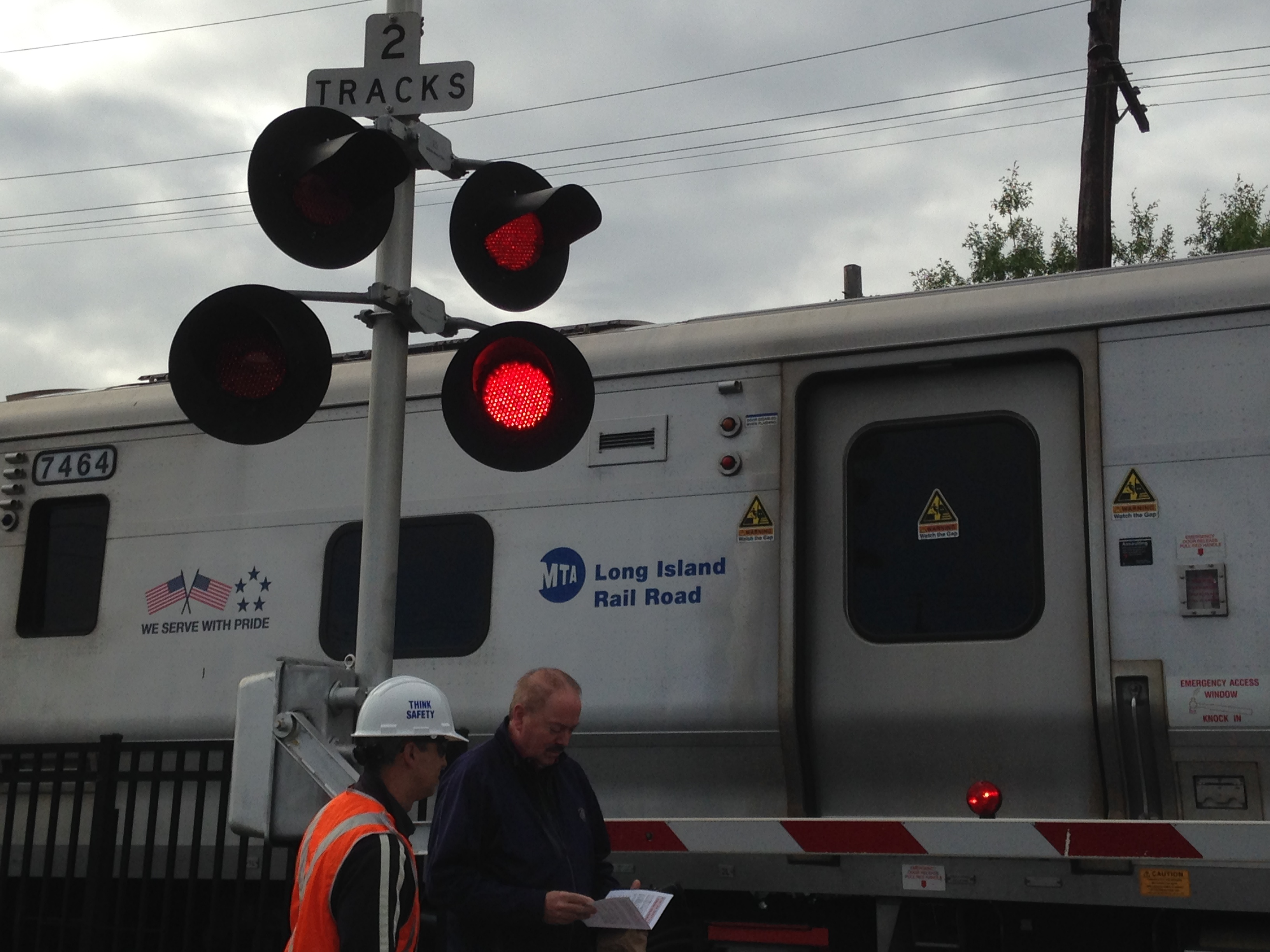
Đèn tín hiệu đường ngang

## Đường ngang ở Việt Nam
Ở Việt Nam có hai loại đường ngang phổ biến là đường ngang có người gác và đường ngang có cảnh báo tự động, chúng đều thuộc quyền quản lý của nhà nước. Ngoài ra, còn các lối đi dân sinh tự mở không thuộc quyền quản lý của nhà nước.

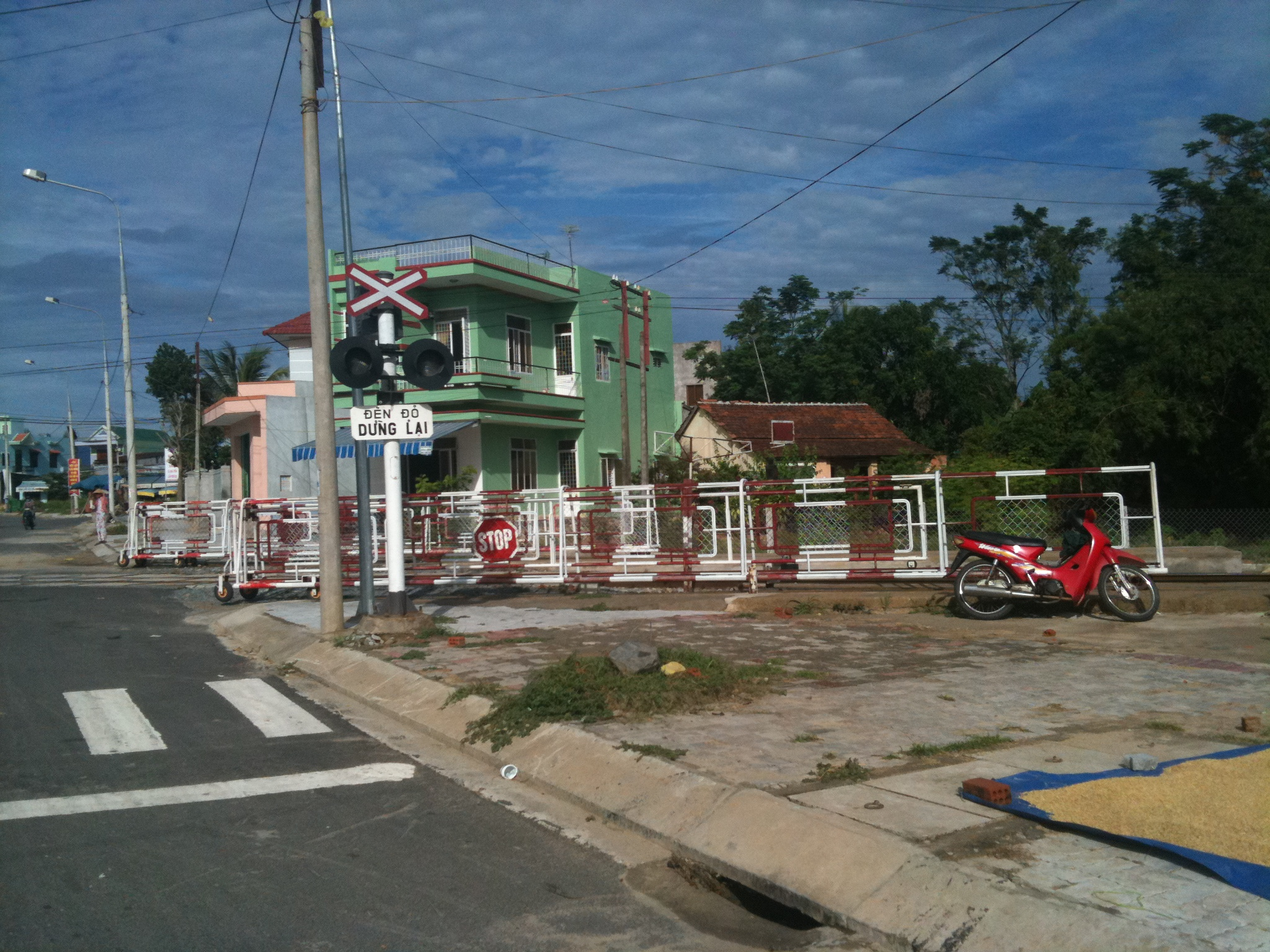
Đường ngang có người gác với chắn kéo thủ công ở Đà Nẵng

### Đường ngang có người gác
Đối với đường ngang có người gác, có hai loại chắn là cần chắn và giàn chắn. Những thanh chắn này sẽ nằm cách xa đường ray ít nhất là 6 mét, trong trường hợp địa hình đặc biệt, chắn vẫn không được để sát đường ray. Đối với loại chắn đóng thủ công, nó sẽ được hạ hoặc kéo ít nhất khoảng 90 giây trước khi tàu đến. Đối với chắn điện và tời, nó sẽ được hạ hoặc kéo ít nhất khoảng 60 giây trước khi tàu đến. Ngoài ra, pháp luật cũng đã quy định không được đóng chắn quá lâu.

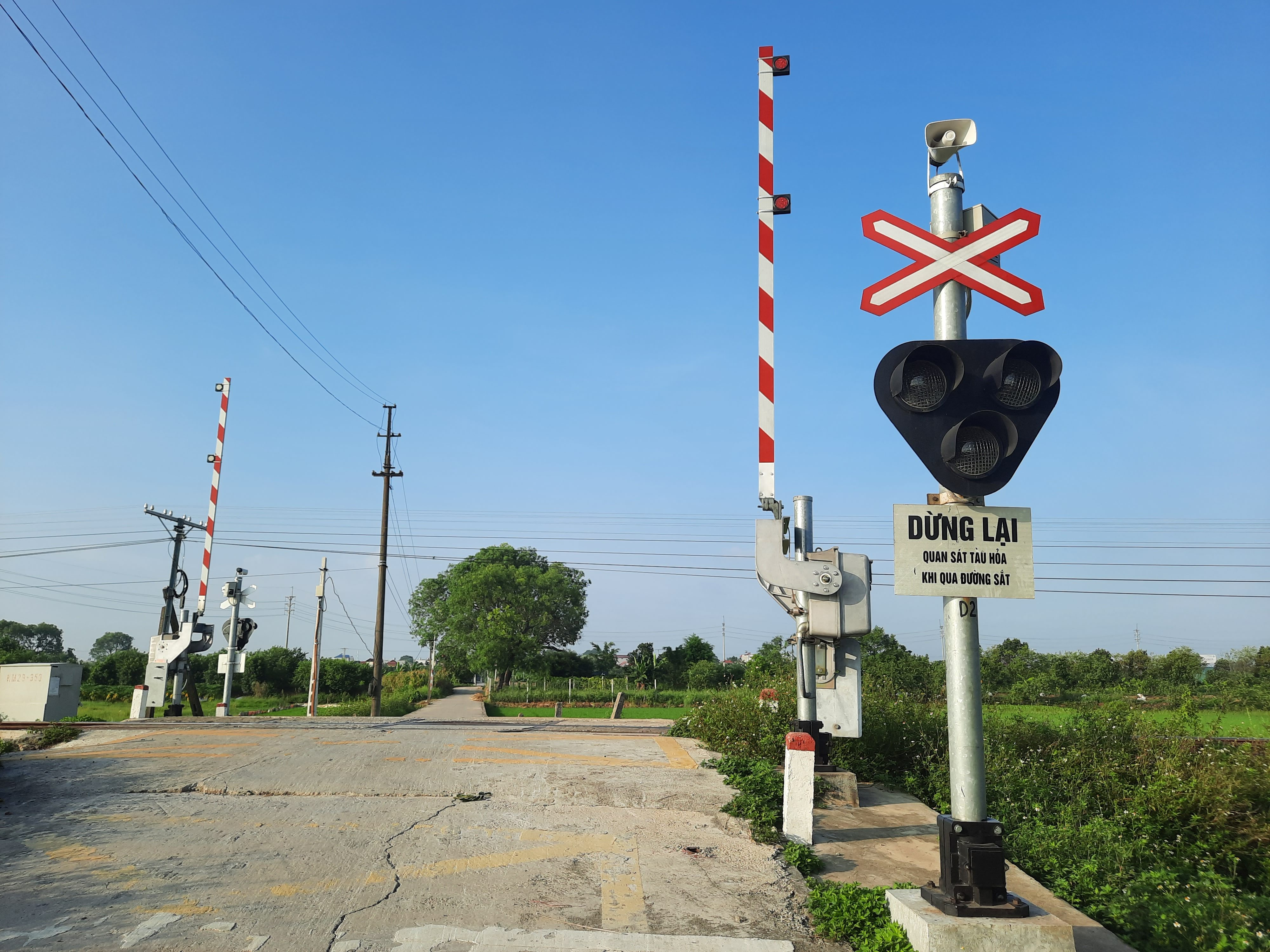
Đường ngang cảnh báo tự động tại Đông Anh, Hà Nội

### Đường ngang cảnh báo tự động
Còn đối với đường ngang cảnh báo tự động, khoảng cách từ đường ray đến cần chắn ít nhất là 6 mét, tương tự như đường ngang có người gác. Ở các đường ngang cảnh báo tự động, cần chắn chỉ được thiết kế để chặn 1/2 đường hoặc 2/3 đường ở bên trái chiều của xe chạy vào đường ngang. Khi tàu đến gần đường ngang, đèn tín hiệu và âm thanh cảnh báo sẽ tự động bật lên, sau khi chúng được bật từ 7 đến 8 giây, cần chắn sẽ bắt đầu hạ xuống. Kể từ khi cần chắn hạ đến khi tàu đến ít nhất là 40 giây. Khi tàu qua hết đường ngang, cần chắn sẽ tự động mở lên. Cho đến khi cần chắn nâng lên hết, đèn tín hiệu và âm thanh cảnh báo sẽ tắt.

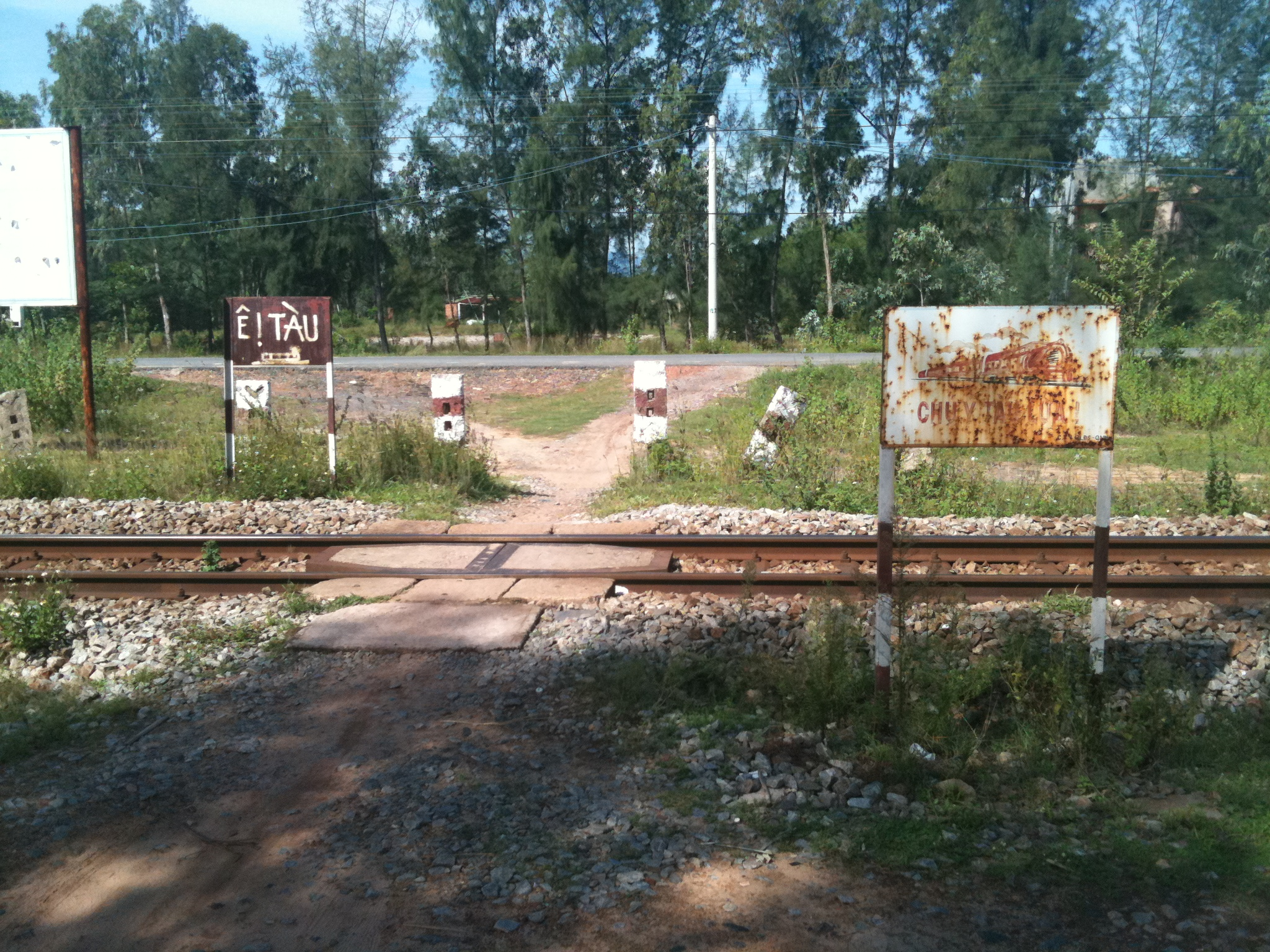
Đường ngang tự mở chỉ có biển báo ở Đà Nẵng

### Đường ngang tự mở
Đường ngang tự mở hay lối đi tự mở là một điểm giao cắt giữa đường bộ với đường sắt do một tổ chức, cá nhân tự xây dựng và đưa vào sử dụng khi chưa có bất kì cơ quan thẩm quyền nào cho phép. Những năm gần đây, 62,71% tai nạn giao thông đường sắt là do những đường ngang tự mở.

## Biển cảnh báo ở Việt Nam

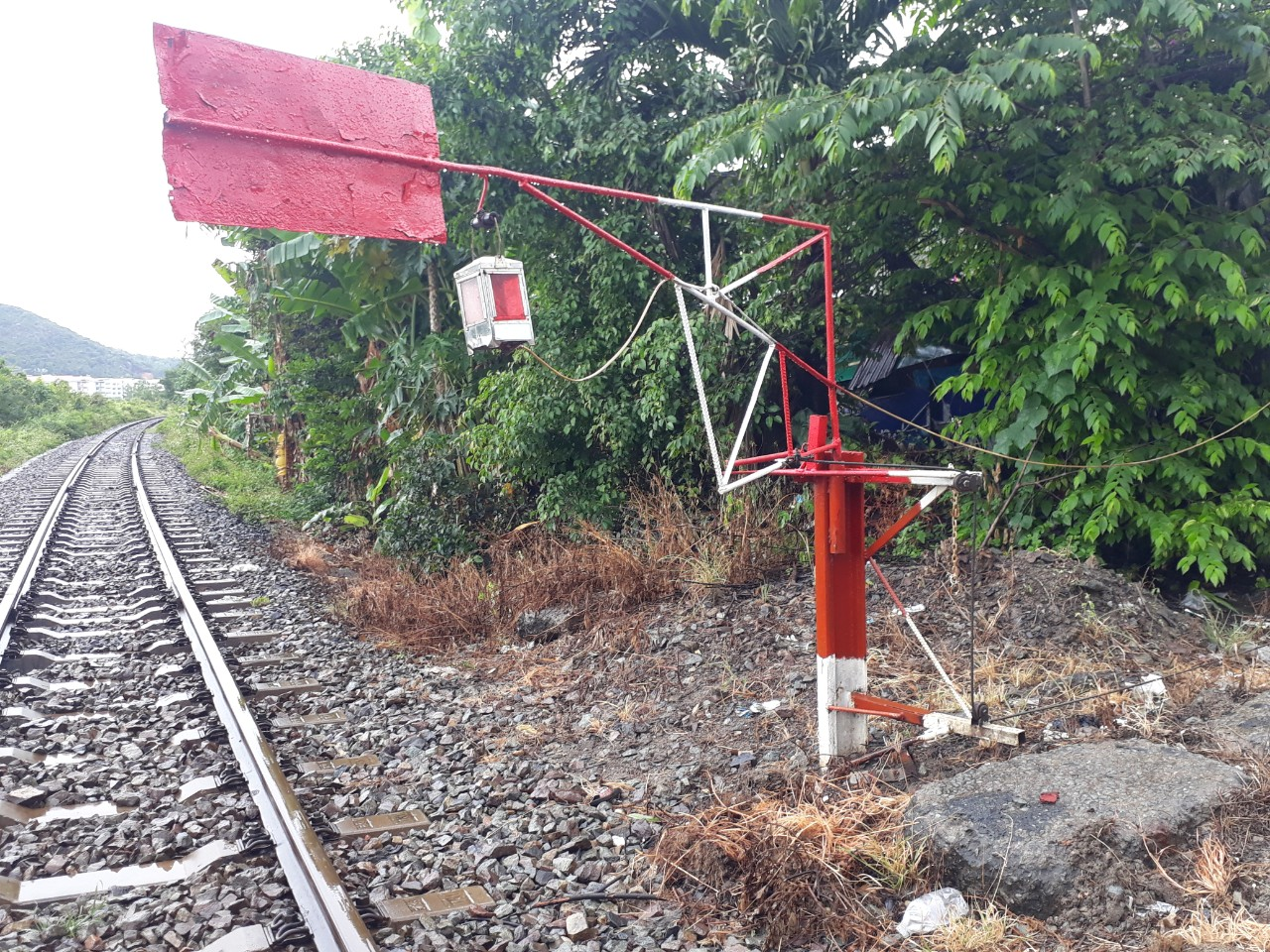
Biển báo ngừng được đặt gần đường ngang

Biển báo "Nơi đường sắt giao không vuông góc với đường bộ"

### Đường ngang có người gác

#### Biển báo ngừng
Đặt "biển báo ngừng" trên phần đường sắt gần nhà gác, đặt cách mép đường bộ trở ra ít nhất là 3 m dùng để ngăn đoàn tàu đi vào khi đường ngang chưa được đóng hoàn toàn.

Biển báo "Nơi giao nhau với đường sắt có rào chắn

#### Biển báo nơi đường sắt giao vuông góc hoặc không vuông góc với đường bộ
Tùy theo góc giao giữa đường bộ cắt với đường sắt sẽ được đặt biển “Nơi đường sắt giao vuông góc với đường bộ” hoặc biển “Nơi đường sắt giao không vuông góc với đường bộ” trên đường bộ trong phạm vi đường ngang. 

#### Biển báo nơi giao nhau với đường sắt có rào chắn
Những biển báo "Nơi giao nhau với đường sắt có rào chắn" thường được đặt bên phía đường bộ trong phạm vi khu vực đường ngang.

Biển báo "Giao nhau với đường sắt không có rào chắn"

### Đường ngang không có người gác

#### Biển báo giao nhau với đường sắt không có rào chắn
Biển báo "Giao nhau với đường sắt không có rào chắn" sẽ được đặt ở bên phía đường bộ nằm trong phạm vi đường ngang.

#### Biển báo dừng lại
Biển báo "Stop" được đặt ở phía đường bộ trước khi vào vị trí giao cắt với đường sắt, thường là ở các đường ngang được trang bị bằng biển cảnh báo.

#### Biển báo kéo còi
Biển báo "Kéo còi" đặt ở hai đầu đường sắt ở gần đường ngang.

## Số đường ngang trên đường sắt Việt Nam
Theo văn bản thống kê của Cục Đường sắt Việt Nam vào năm 2015, trên toàn mạng lưới đường sắt quốc gia của Việt Nam có tổng cộng 1498 đường ngang, toàn tuyến đường sắt chuyên dùng ở Việt Nam có tổng cộng là 22 đường ngang.

### Đường sắt quốc gia
| Tuyến                               | Tổng số đường ngang |
| Bắc Nam                             | 1052                |
| Hà Nội – Hải Phòng                  | 73                  |
| Hà Nội – Lào Cai                    | 109                 |
| Hà Nội – Đồng Đăng                  | 81                  |
| Kép - Cái Lân                       | 38                  |
| Yên Trạch – Na Dương                | 6                   |
| Đường sắt Chí Linh – Phả Lại        | 6                   |
| Kép – Lưu Xá                        | 4                   |
| Phố Lu – Pom Hán                    | 4                   |
| Bắc Hồng – Văn Điển                 | 23                  |
| Hà Nội – Quan Triều                 | 41                  |
| Cầu Giát – Nghĩa Đàn                | 14                  |
| Diêu Trì – Quy Nhơn                 | 5                   |
| Đà Lạt-Trại Mát                     | 1                   |
| Mương Mán – Phan Thiết              | 1                   |
| Hải Phòng – Cảng Chùa Vẽ            | 17                  |
| Tiên Kiên – Lâm Thao                | 2                   |
| Tiên Kiên – Bãi Bằng                | 2                   |
| Phủ Lý – Thịnh Châu                 | 3                   |
| Hoàng Mai – Xi măng Hoàng Mai       | 2                   |
| Kim Liên – Vật tư Đường sắt Đà Nẵng | 2                   |
| Dĩ An – Khu toa xe Dĩ An            | 2                   |
| Tổng cộng                           | 1498                |

### Đường sắt chuyên dụng
| Tuyến                     | Tổng số đường ngang |
| Đền Công - Vàng Danh      | 10                  |
| Quan Triều – Núi Hồng     | 5                   |
| Pom Hán - La Vàng, Mỏ Cốc | 7                   |
| Tổng cộng                 | 22                  |

## Đường ngang ở một số quốc gia

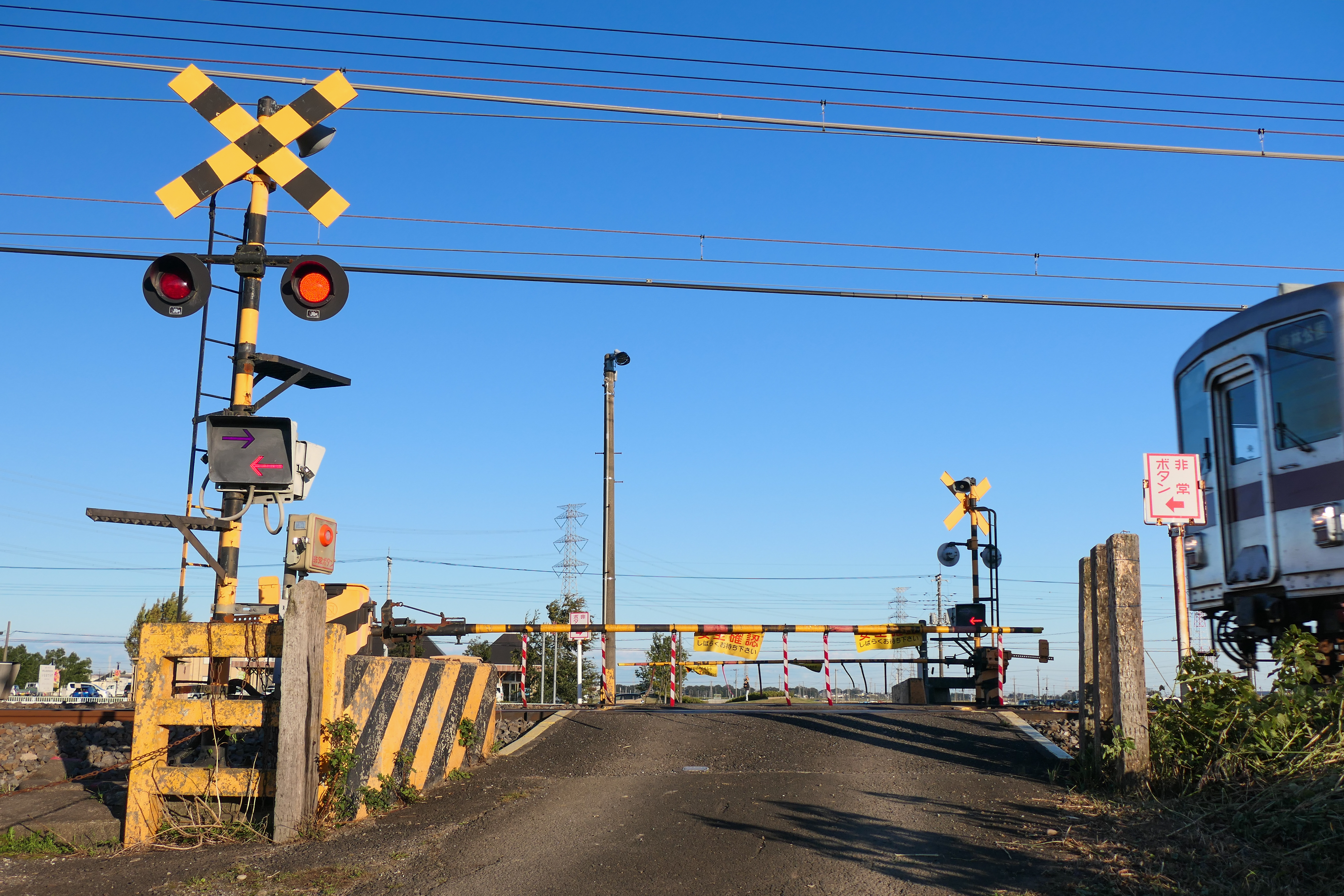
Đường ngang cảnh báo tự động trên tuyến Tobu, Nhật Bản

### Châu Á

#### Nhật Bản
Các đường ngang của Nhật Bản có có hai màu chủ yếu trên cần chắn, biển báo là đen và vàng. Đa số đều là đường ngang cảnh báo tự động. Ngoài ra, những đường ngang này thường được trang bị hệ thống đèn tín hiệu LED. Ngoài ra, hệ thống đèn tín hiệu dạng hộp có các mũi tên bằng đèn LED để chỉ hướng tàu chạy. 
Theo số liệu, ở Nhật Bản có tổng cộng 33.300 đường ngang (Tiếng Nhật: 踏切) vào năm 2016.

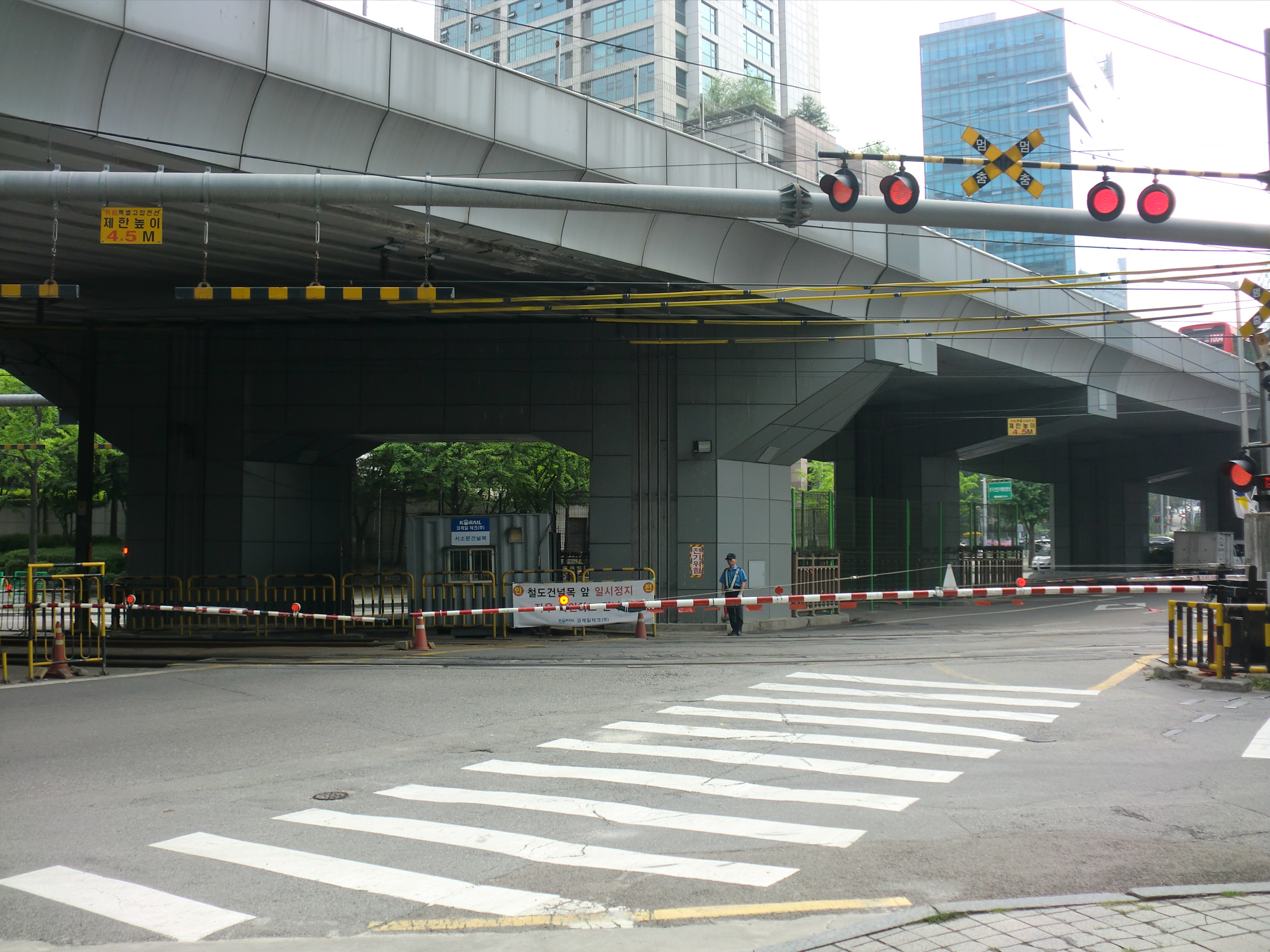
Đường ngang có tín hiệu và biển báo trên cao ở Seodaemun, Hàn Quốc

#### Hàn Quốc
Hệ thống đường ngang ở Hàn Quốc có hai màu chủ yếu là đen và vàng. Phần biển báo cũng xen kẽ hai màu như ở Nhật Bản nhưng lại được thêm chữ "멈춤" có nghĩa là "dừng lại". Hệ thống đèn tín hiệu của đường ngang cũng được thiết kế bằng đèn LED, đèn tín hiệu rộng 15 inch. Một số đường ngang cũng có đèn tín hiệu và biển báo ở trên cao.

#### Indonesia
Đường ngang ở Indonesia có hệ thống tín hiệu khá giống với đường ngang ở Hà Lan. Nhiều tín hiệu đường ngang ở Indonesia sử dụng đèn halogen, một số đường ngang mới được thay thế bằng đèn LED.
Phần lớn các đường ngang có gác chắn không thuộc quản lý của PT Kereta Api Indonesia. Tại các đường ngang ở một vài làng hoặc vùng nông thôn được gác bởi những người dân trong khu vực. Tại các đường ngang trong khu vực thành phố, ngoại ô đều được quản lý bởi các công ty đường sắt. Ở nhiều đường ngang sẽ có căn nhà trực gác nhỏ dành cho người gác đường ngang để điều khiển thiết bị đèn, cần chắn. Lý do các đường ngang ở Indonesia đa số đều có người gác là vì sự ùn tắc của giao thông Indonesia. Nhưng gần đây, Indonesia đã lên kế hoạch thay thay một vài đường ngang có gác chắn thành đường ngang cảnh báo tự động hoặc cầu vượt sau vụ Tai nạn đường sắt Bintaro 2013. Sau đó, họ đã lắp đặt 11 cần chắn tự động vào năm 2015.

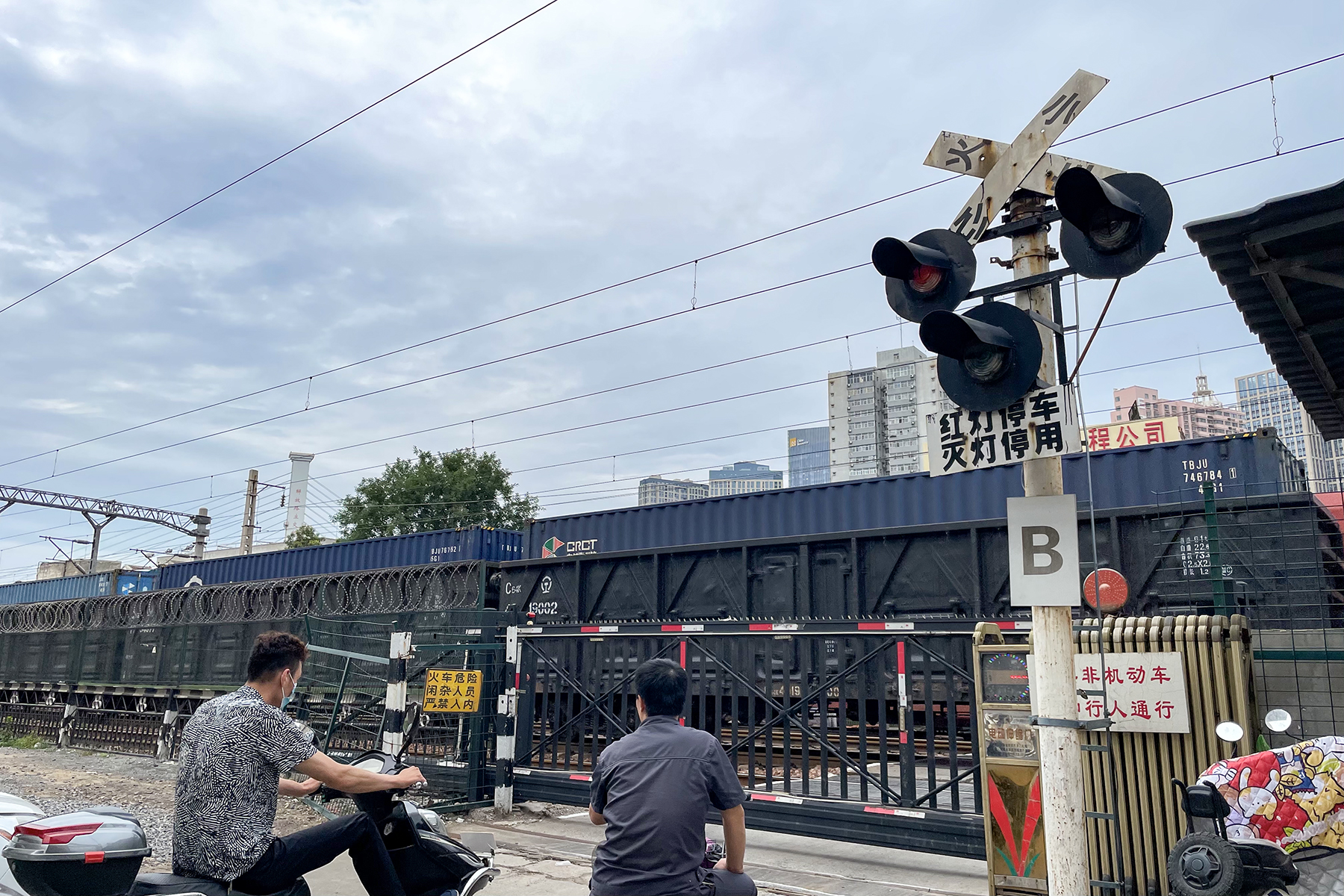
Đường ngang sử dụng giàn chắn bán tự động ở Trịnh Châu, Trung Quốc

#### Trung Quốc
Đường ngang tại Trung Quốc có hệ thống đèn tín hiệu gồm 2 đèn đỏ và 1 đèn trắng. 2 đèn đỏ sẽ nháy khi có tàu sắp đến (do nhân viên gác chắn bật) và sẽ nháy đèn trắng khi không có tàu sắp đến đường ngang. Phần lớn các đường ngang của Trung Quốc đều có người trực gác, đường ngang có người gác lại có hai loại cần chắn, giàn chắn khác nhau. Một số đường ngang ở các tuyến đường lớn, đường chính sử dụng loại cần (giàn) chắn bán tự động do người điều khiển còn một số đường ngang nhỏ ở vùng nông thôn sử dụng loại cần chắn bằng người kéo thủ công.

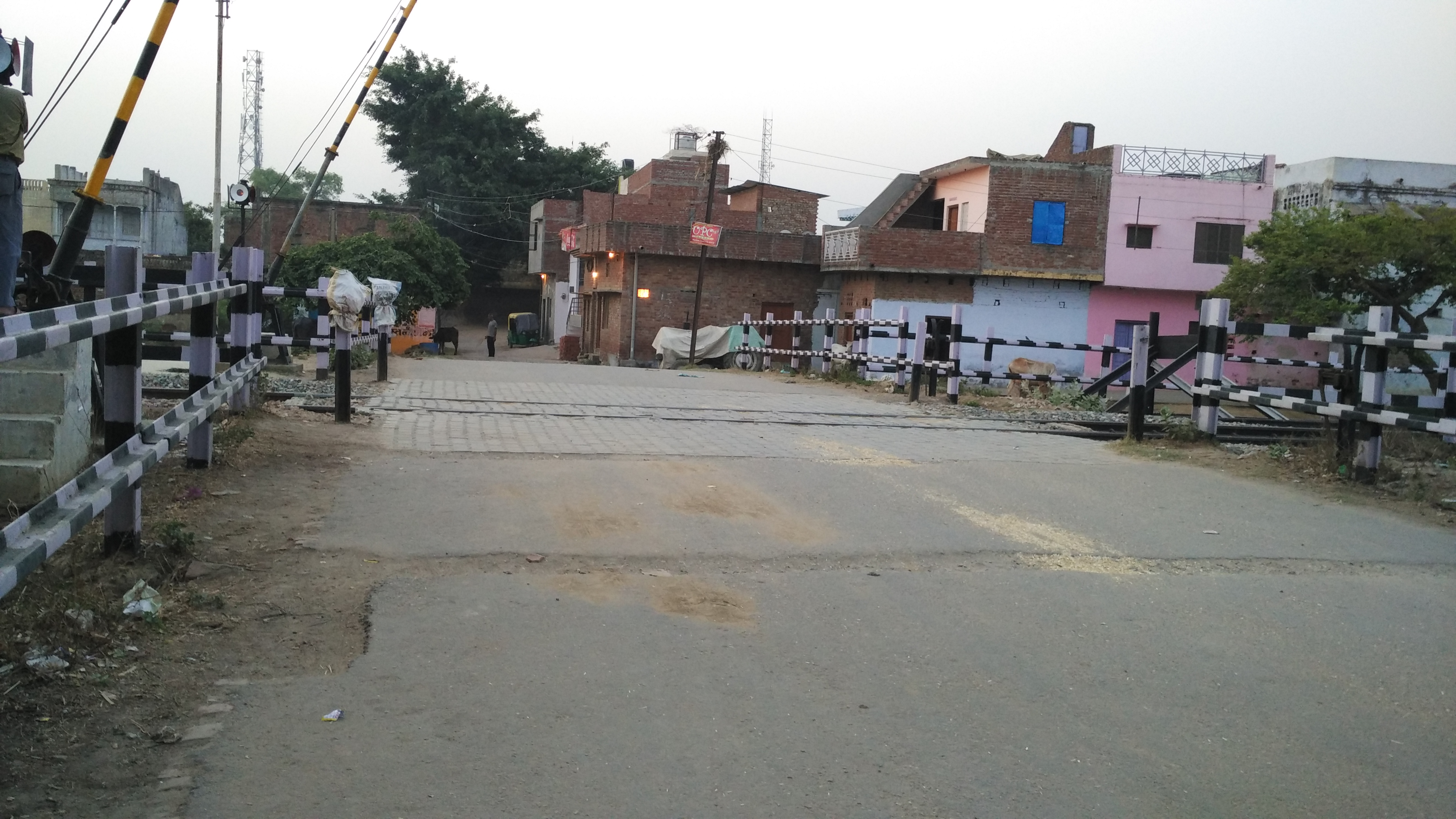
Đường ngang có gác chắn ở làng Nagla Sharki, Ấn Độ

#### Ấn Độ
Ấn Độ có tổng cộng 28.607 đường ngang với 19.267 điểm có người gác, 9.340 điểm không có người gác. Phần lớn các đường ngang ở Ấn Độ đều có cần chắn, đèn tín hiệu. Đèn tín hiệu ở Ấn Độ được thiết kế ở dạng dọc có 2 màu là xanh và đỏ. Hiện tại, Đường sắt Ấn Độ đã có kế hoạch dỡ bỏ các đường ngang không có người gác và nâng cấp chúng bằng các đường ngang có người gác.

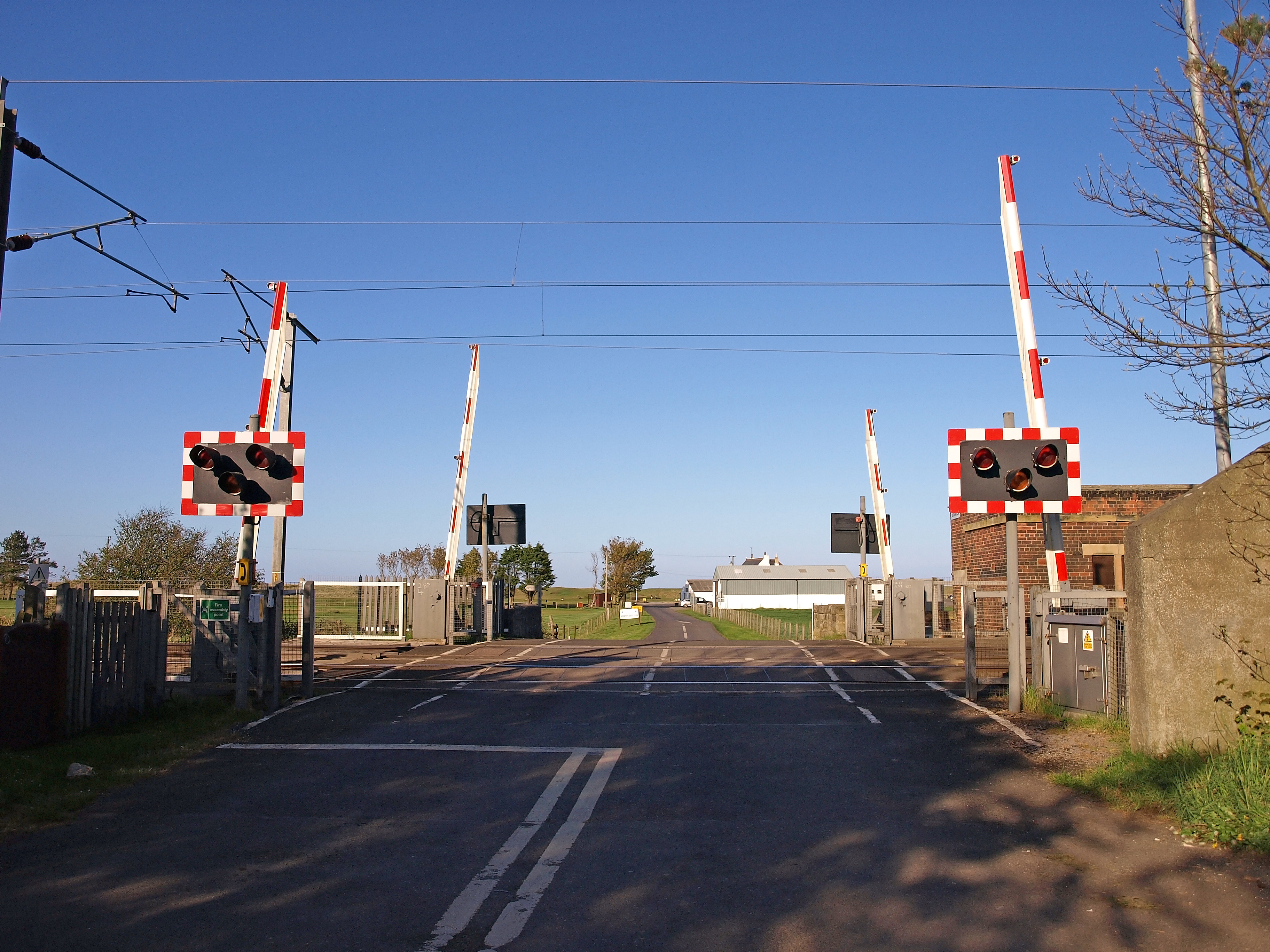
Một đường ngang với cần chắn hai bên tại Vương quốc Anh

### Châu Âu
Các quốc gia thành viên Liên minh châu Âu có tổng cộng số đường ngang là 108.196 đường ngang vào năm 2014. Trung bình cứ 1 km sẽ có dưới 0,5 đường ngang.
Tổng cộng có 53% đường ngang được lắp đặt bảo vệ bằng các thiết bị cảnh báo, 47% đường ngang không được lắp các thiết bị cảnh báo. Ngoài ra, 28% các trường hợp tử vong đường sắt tại châu Âu là ở các đường ngang.
| Quốc gia thành viên | Số đường ngang |
| ------------------- | -------------- |
| Belarus             | 1,746          |
| Hy Lạp              | 1,263          |
| Ba Lan              | 12,801         |
| Luxembourg          | 117            |
| Latvia              | 652            |
| Litva               | 543            |
| Đan Mạch            | 1,024          |

#### Vương Quốc Anh
Đường ngang ở Anh thường có đèn tín hiệu LED và thường có cần chắn hai bên. Ở một số nơi, đường ngang thường chỉ có cần chắn một nửa đường hoặc chỉ có đèn tín hiệu. Anh cũng có các đường ngang dành cho người đi bộ. Đèn tín hiệu ở đường ngang tại Anh có khung viền sọc đỏ và trắng với hai loại đèn. Một bóng đèn ở phía dưới có màu hổ phách, phía trên là hai bóng đèn màu đỏ và chúng đều cảnh báo người đi đường bắt buộc phải dừng lại.

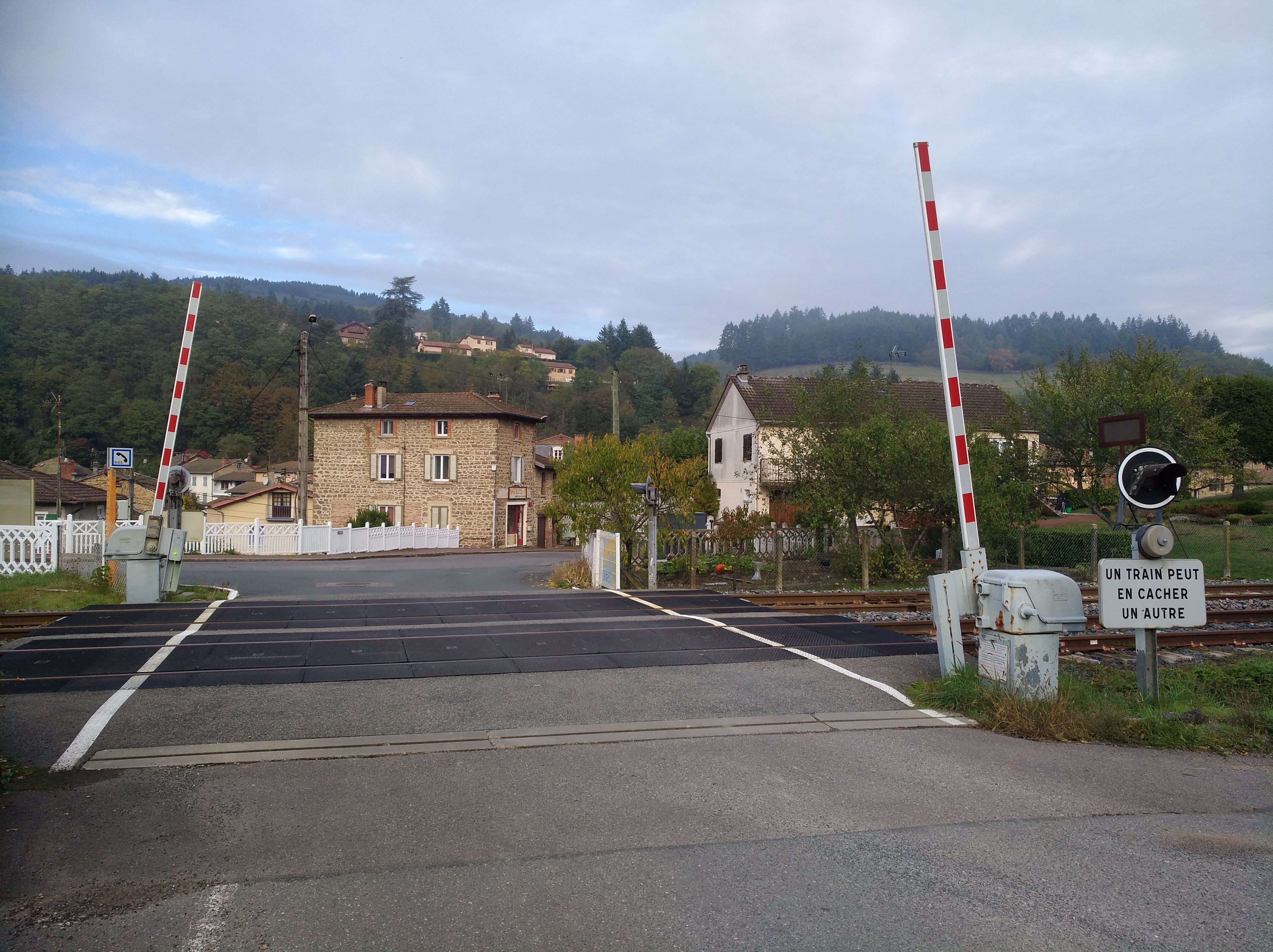
Đường ngang ở Rhône, Pháp

#### Pháp
Những đường ngang ở Pháp đa số là đường ngang tự động. Điều kỳ lạ là đèn tín hiệu đường ngang của Pháp chỉ có một bóng đèn duy nhất. Ở một số nơi, đèn tín hiệu được trang bị bằng halogen, còn lại đa số đều được trang bị đèn LED. Ở các đường ngang có đèn tín hiệu và cần chắn, sẽ rất khó để thấy các biển báo St. Andrew's Cross mà thay vào đó là biển báo viết bằng tiếng Pháp"un train peut en cacher un autre" (Tiếng Việt: Một đoàn tàu có thể che đi một đoàn tàu khác).
Tính đến năm 2016, Pháp có tổng cộng là 15.459 đường ngang, trong đó dưới 0,4% giao cắt trên đường Quốc lộ, 31,4% trên các tuyến đường trong khu hành chính, 68,2% trên các tuyến đường thị trấn. Các tuyến đường sắt cao tốc của Pháp được thiết kế không có đường ngang, tuy vậy, tàu cao tốc của Pháp cũng được chạy trên các tuyến đường sắt thường và dễ xảy ra các tai nạn giao thông đường ngang.

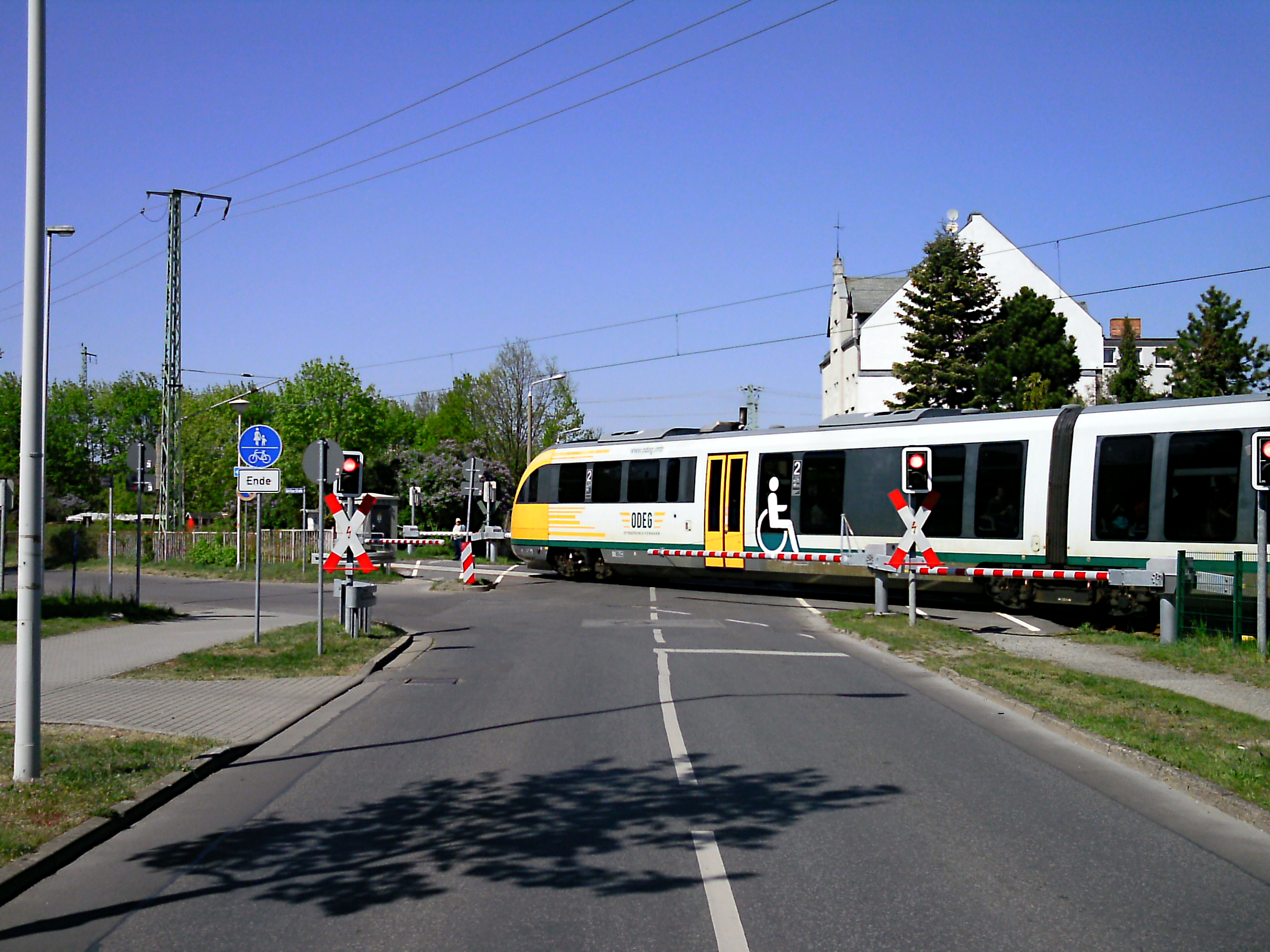
Đường ngang Bautzener Straße với loại tín hiệu dọc ở Đức

#### Đức
Đường ngang của Đức có đèn tín hiệu dạng dọc trông gần giống với đèn giao thông nhưng không có màu xanh lá. Viền của đèn tín hiệu ở Đức có màu trắng. Khi muốn cảnh báo tàu sắp đến, đèn tín hiệu màu hổ phách ở dưới sẽ bật lên, sau đó là màu đỏ, ý nghĩa cũng tương tự như ở Anh. Có một loại đèn tín hiệu khác có dạng hình chữ nhật với một bóng đèn duy nhất. Một số trong loại đèn tín hiệu này bổ sung thêm các tín hiệu bổ sung tín hiệu "2 Züge" (Tiếng Việt: 2 đoàn tàu). 
Tính đến năm 2012, Đức có 18.699 đường ngang, giảm hơn 1,5 lần so với năm 1994. Tới năm 2020 Deutsche Bahn đưa số lượng đường ngang trong mạng DB (Deutsche Bahn) là 13.626, kèm theo xu hướng giảm.

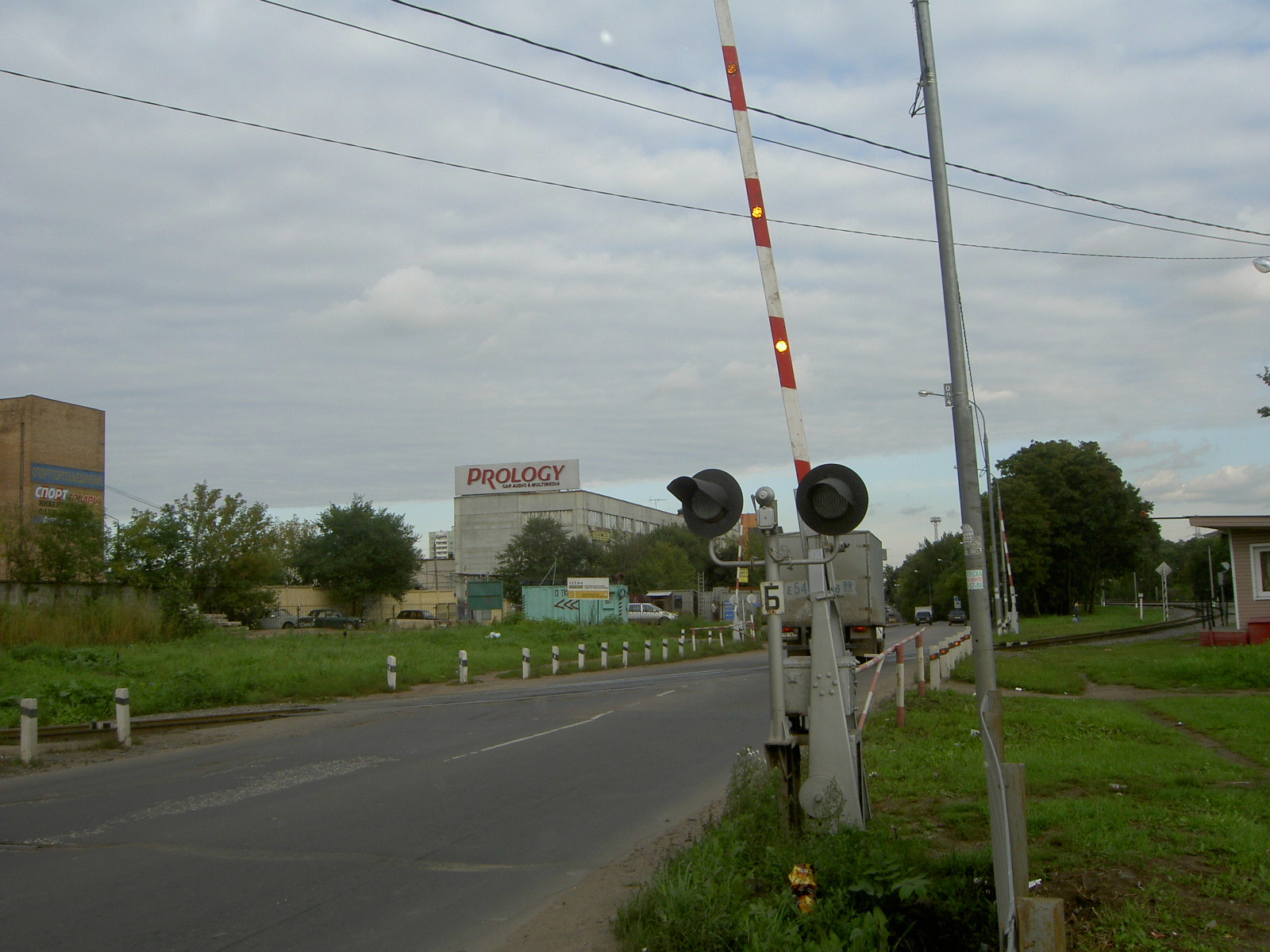
Một đường ngang kiểu mẫu ở Nga

#### Nga
Đường ngang ở Nga có thiết kế đèn tín hiệu giống như thiết kế thời Liên Xô nhưng được cải tiến lên thành đèn LED. Nga có hai loại đường ngang nhưng đường ngang có người gác chiếm đa số, một số nơi cũng có đường ngang cảnh báo tự động. Những đường ngang tương tự cũng phổ biến ở các nước Liên xô cũ như ở Trung Á và một số quốc gia Đông Âu (Kazakhstan, Tajikistan, Litva, Belarus,...)

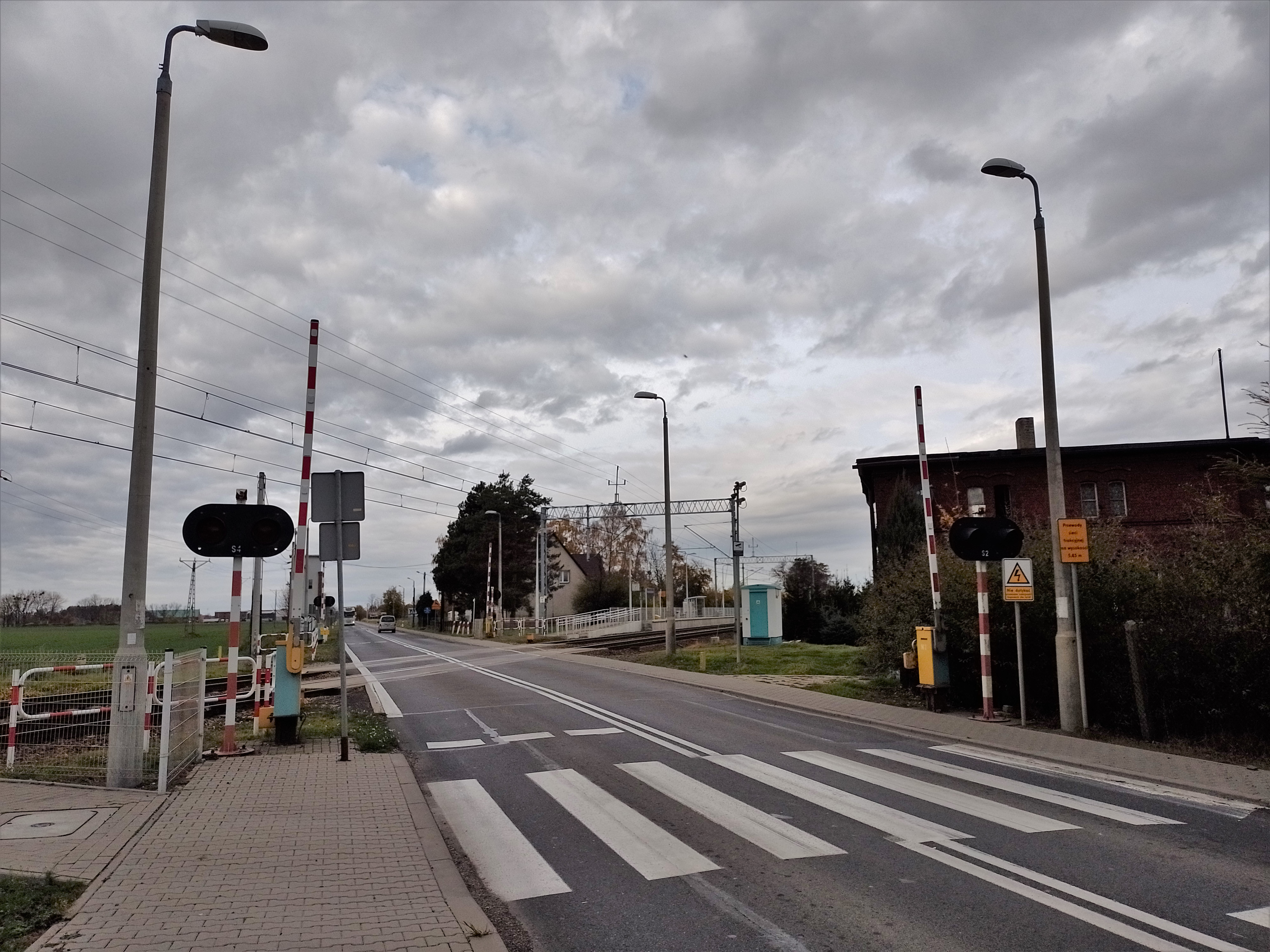
Một đường ngang với cần chắn hai bên gần Ga Roszków Raciborski, Ba Lan

#### Ba Lan
Đường ngang của Ba Lan có hệ thống đèn tín hiệu hai bên. Nhiều đường ngang có cần chắn ở hai bên nhưng một vài chỉ có một cần chắn đủ để chắn hết đường. Dù đa phần đường ngang ở Ba Lan đều có hai đèn, số còn lại chỉ có một đèn hoặc không có đèn tín hiệu nhưng vẫn có cần chắn. Những đường ngang không có cần chắn, đèn sẽ có biển báo và ở một vài nơi, biển báo "Stop" được đặt ở dưới đèn tín hiệu.

### Châu Phi

#### Ai Cập

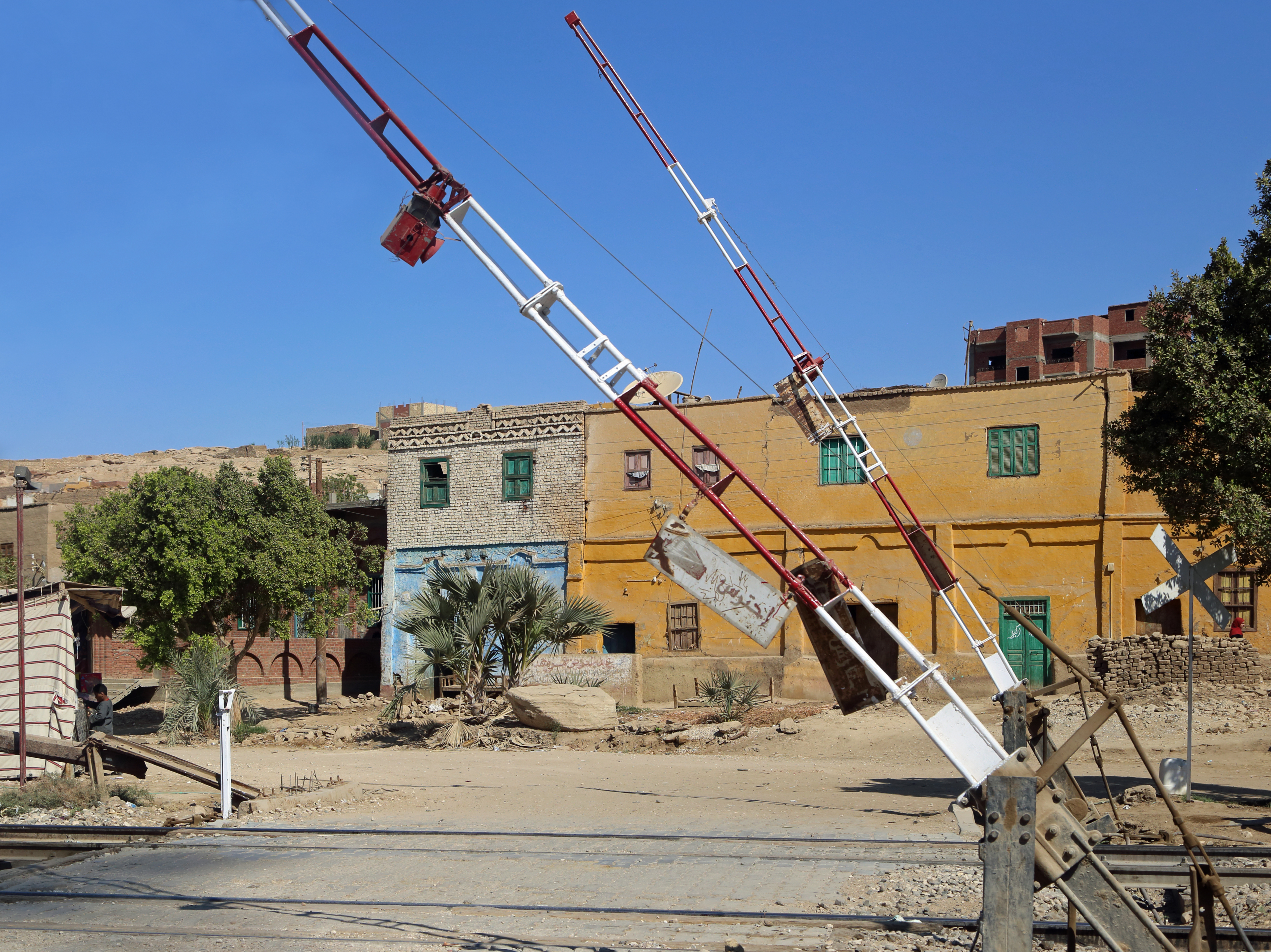
Đường ngang sử dụng cần chắn thủ công tại Ai Cập

Đường ngang ở Ai Cập có đèn tín hiệu, cần chắn giống với đường ngang tại Tây Ban Nha. Đèn tín hiệu đường ngang của Ai Cập có viền trắng bên ngoài và thường sử dụng đèn halogen. Một số nơi lại dùng đèn LED. Có một vài đường ngang của Ai Cập có đèn tín hiệu trên cao như ở Hoa Kỳ. Cần chắn đường sắt tại Ai Cập có sọc đỏ trắng xiên như ở Tây Ban Nha. Ngoài ra, Ai Cập cũng có một số đường ngang được trang bị cần chắn thủ công.

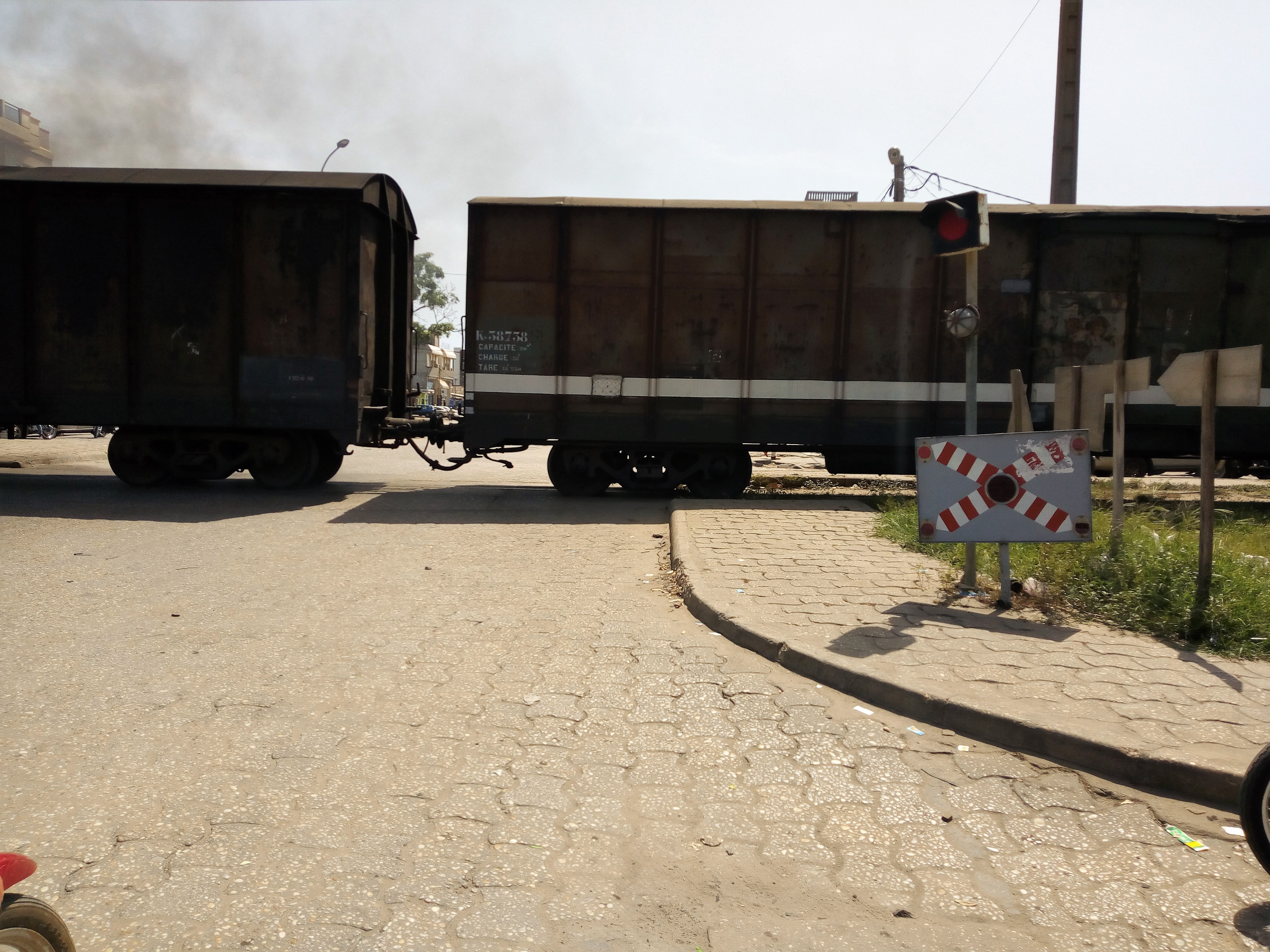
Đường ngang ở Benin

#### Benin
Đường ngang ở Benin sử dụng hệ thống đèn tín hiệu ở Pháp. Phần lớn các đường ngang ở Benin đều không được trang bị cần chắn. Khi có tàu sắp đến đường ngang, đèn tín hiệu sẽ bật sáng lên và cho đến khi tàu qua đèn tín hiệu sẽ tắt.

### Châu Mỹ

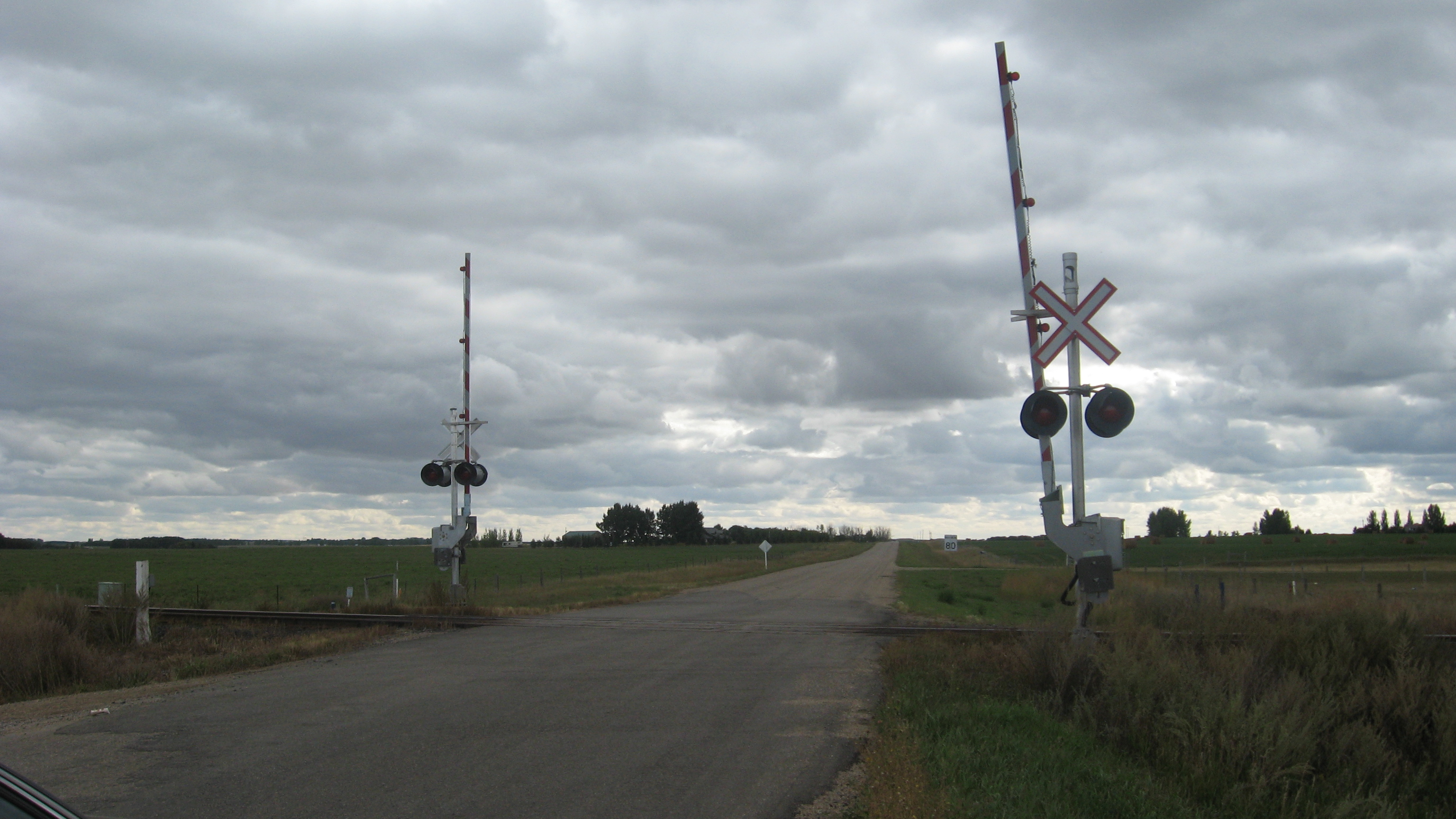
Đường ngang cảnh báo tự động ở Saskatchewan, Canada

#### Canada
Đường ngang ở Canada gần như giống với đường ngang ở Hoa Kỳ nhưng biển báo St. Andrew's Cross lại có viền đỏ và bên trong có màu trắng. Ngoài ra, biển báo số lượng đường sắt băng qua cũng khác biệt so với Hoa Kỳ. Có 22.884 điểm đường ngang tại Canada theo UNECE vào năm 2018.

#### Hoa Kỳ

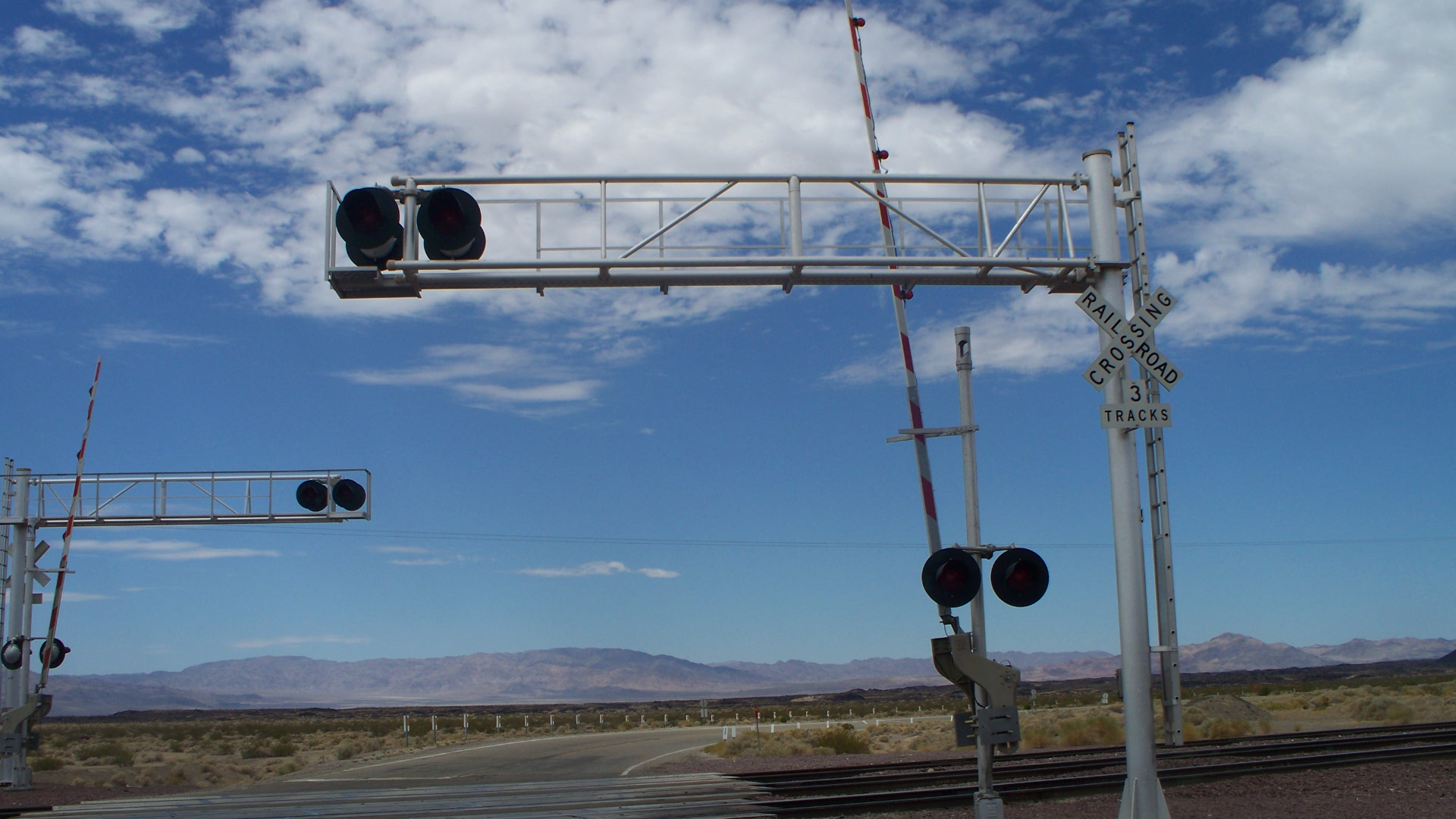
Một đường ngang có đèn tín hiệu trên cao ở Hoa Kỳ

Đường ngang ở Hoa Kỳ đa số đều là đường ngang cảnh báo tự động.  Biển báo St. Andrew's Cross có tấm biển "Railroad"  và "Crossing" (Tiếng Việt: Giao cắt đường sắt) chồng lên nhau. Ở nhiều đường ngang cũng được gắn lên cột đèn tín hiệu thêm biển báo số lượng đường ray cắt qua. Ngoài ra còn có biển báo "Stop on red signal" có nghĩa là "Dừng lại khi đèn đỏ". Theo UNECE, có 209.765 đường ngang ở Hoa Kỳ vào 2018.

## Một số tai nạn giao thông nghiêm trọng

### Việt Nam
| Tai nạn                                   | Thời gian | Vị trí     | Lý do                             | Chi tiết | Thương tích                                                    |
| ----------------------------------------- | --------- | ---------- | --------------------------------- | --- | -------------------------------------------------------------- |
| Tai nạn đường sắt ở Tĩnh Gia, Thanh Hóa   | 24/5/2018 | Thanh Hóa  | Đâm vào xe tải băng qua đường sắt | Vào rạng sáng 24/5/2018, đoàn tàu SE19 đi từ Hà Nội - Đà Nẵng, khi tàu đến khu gian Văn Trai - Khoa Trường thì một chiếc xe tải băng qua đường sắt. Do không xử lý kịp, đoàn tàu đã húc văng xe tải. Đồng thời, đầu máy và 6 toa liền kề cũng bị trật khỏi đường ray. | 2 lái tàu tử vong, 11 người bị thương, tài xế xe tải nguy kịch |
| Tai nạn đường sắt ở Bình Sơn, Quảng Ngãi  | 7/3/2021  | Quảng Ngãi | Nhân viên quên hạ cần chắn        | Vào 6h30 hôm 7/3/2021, đoàn tàu hàng SH33 đi theo hướng Bắc - Nam gần đến đường ngang ở lý trình 901+580 nhưng nhân viên gác chắn vẫn chưa hạ cần chắn xuống, cùng lúc đó, một chiếc xe 7 chỗ đi ngang qua, hậu quả là chiếc xe bị đoàn tàu tông vào.                 | 1 người thương nặng, 1 thương nhẹ, 1 người tử vong             |
| Tai nạn đường sắt ở Suối Hiệp, Diên Khánh | 15/3/2021 | Khánh Hòa  | Xe đầu kéo vượt đường ngang       | Khoảng 21h20 tối 15/3/2021, đoàn tàu SE21 đi hướng Bắc - Nam đâm vào một chiếc xe đầu kéo vượt đường ngang (chỉ có biển báo mà không có người gác). Vụ tai nạn đã khiến cho đoàn tàu bị trật khỏi đường ray.                                                          | 170 hành khách đều an toàn                                     |

### Thế giới
| Tai nạn                            | Năm  | Quốc gia  | Chi tiết                                                        | Thương tích   |
| ---------------------------------- | ---- | --------- | --------------------------------------------------------------- | ------------- |
| Tai nạn đường sắt Langenweddingen  | 1967 | Đông Đức  | Đoàn tàu chở xăng đâm vào xe bồn chở nhiên liệu trên Quốc lộ 81 | 94 người chết |
| Tai nạn đường sắt Marhanets        | 2010 | Ukraina   | Đoàn tàu tông vào xe buýt chở khách trên đường ngang            | 43 người chết |
| Thảm họa đường ngang Villa Soldati | 1962 | Argentina | Đoàn tàu tông vào xe buýt chở học sinh của địa phương           | 42 người chết |
| Tai nạn đường sắt Brezno           | 2009 | Slovakia  | Đoàn tàu tông vào xe khách du lịch                              | 12 người chết |
| Tai nạn đường sắt Bourbonnais      | 1999 | Hoa Kỳ    | Đoàn tàu tông vào xe đầu kéo tại một đường ngang                | 11 người chết |

## Giao cắt đường băng

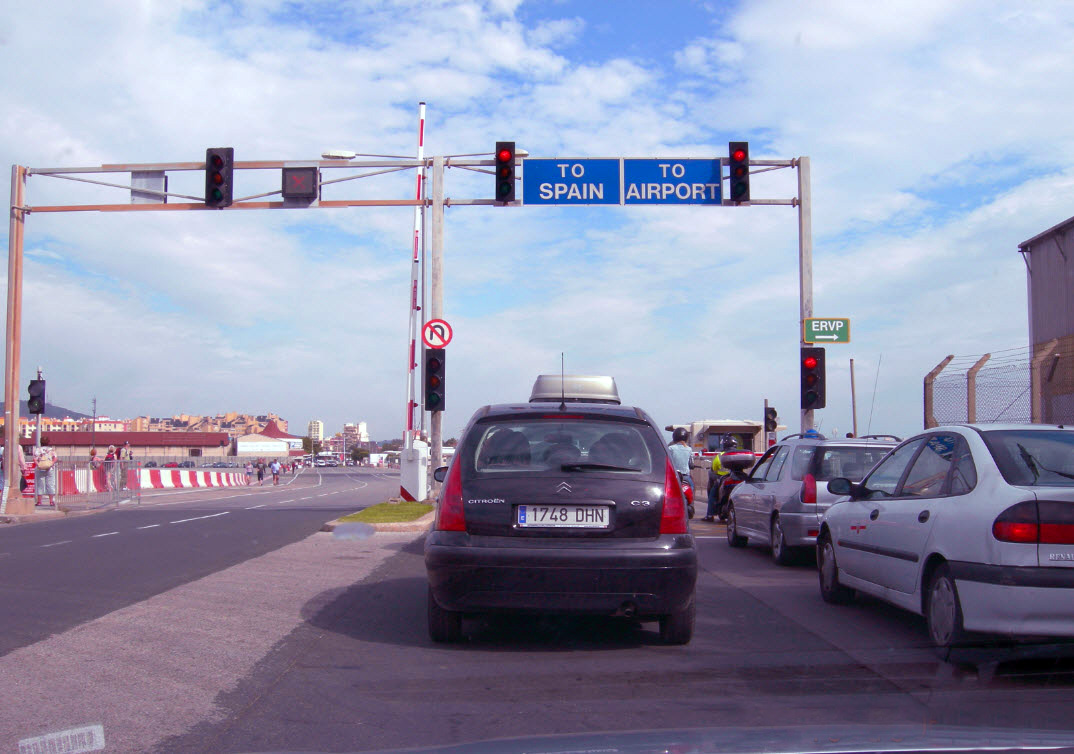
Giao cắt với đường băng Sân bay quốc tế Gilbratar

Đường băng của sân bay đôi khi sẽ cắt ngang đường bộ hoặc đường sắt nên cần có hệ thống tín hiệu, cần chắn để đảm bảo an toàn để tránh tai nạn.

### Gilbratar
Đại lộ Winston Churchill cắt ngang với đường băng của sân bay quốc tế Gilbratar cùng mức, cần chắn sẽ được hạ xuống khi sắp có máy bay hạ cánh hoặc cất cánh đến để đảm bảo an toàn.

### Nicaragua
Đường băng của Sân bay Ometepe cắt ngang cao tốc NIC - 64.

### Vương quốc Anh
- Bắc Ireland: Đường băng cắt ngang với đường sắt Belfast – Derry. Đường băng được lắp đặt thiết bị chắn đường sắt được kết nối đến tháp điều khiển.
- Scotland: Tuyến đường A970 (Shetland) cắt với đường băng của Sân bay Sumburgh.

## Hình ảnh

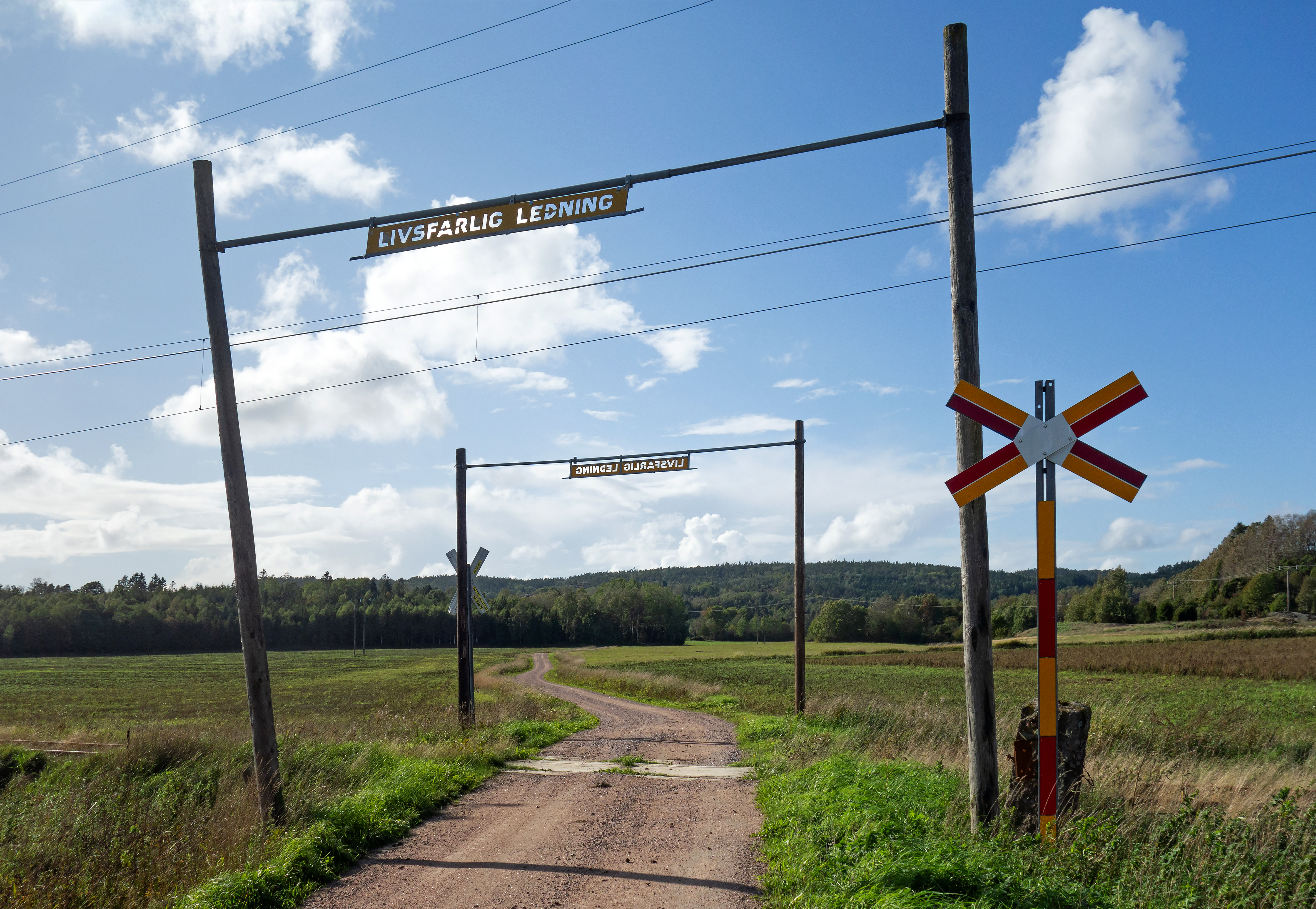
Đường ngang biển báo tại Färlev, Thụy Điển
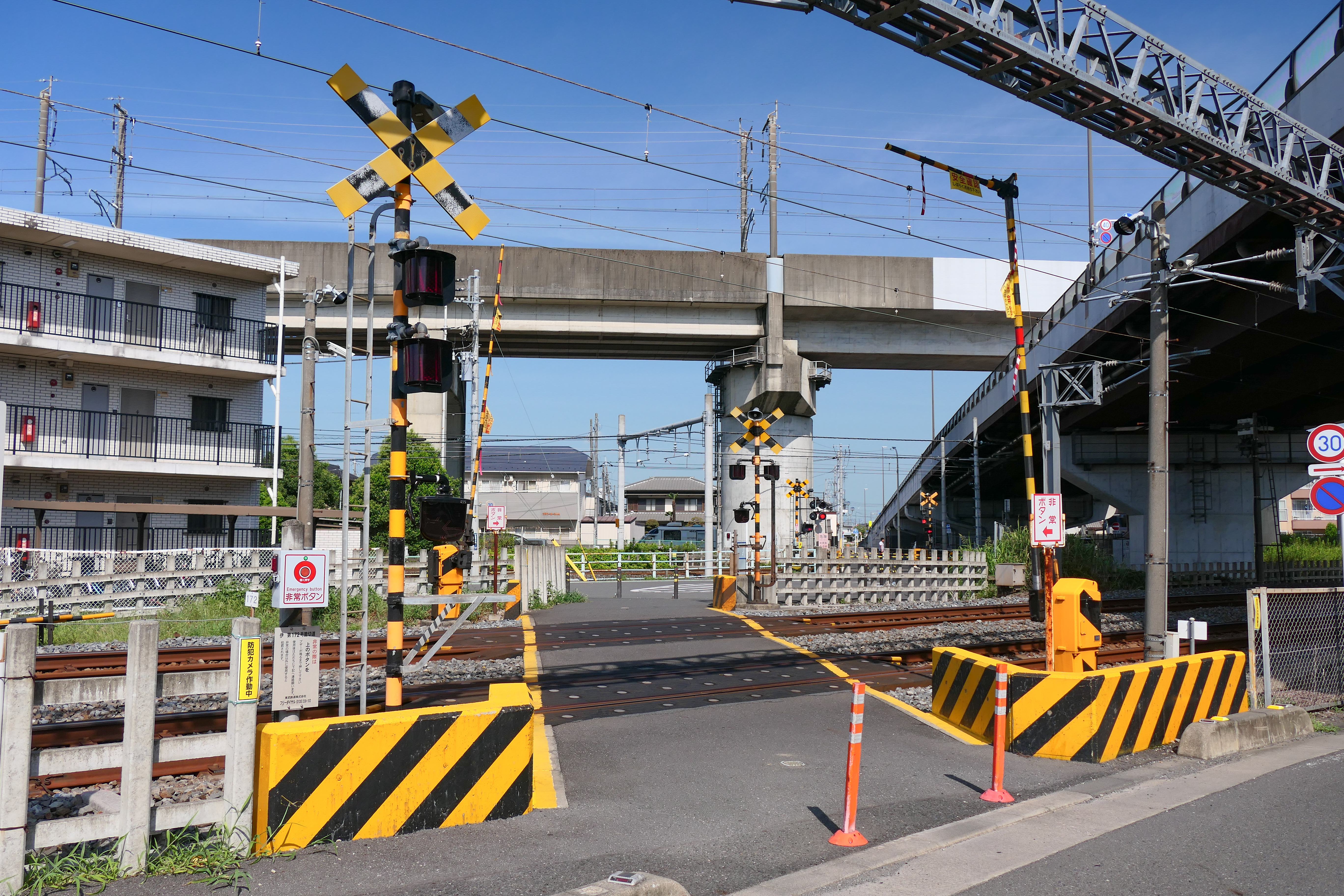
Đường ngang dành cho người đi bộ và xe đạp tại Kuki, Saitama
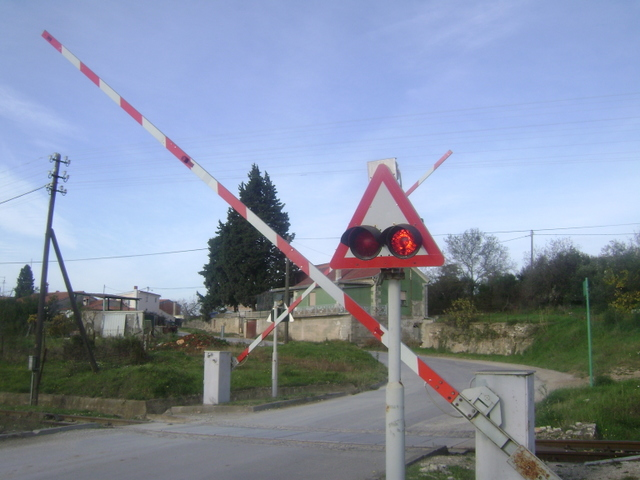
Đường ngang tại Šijana, Croatia
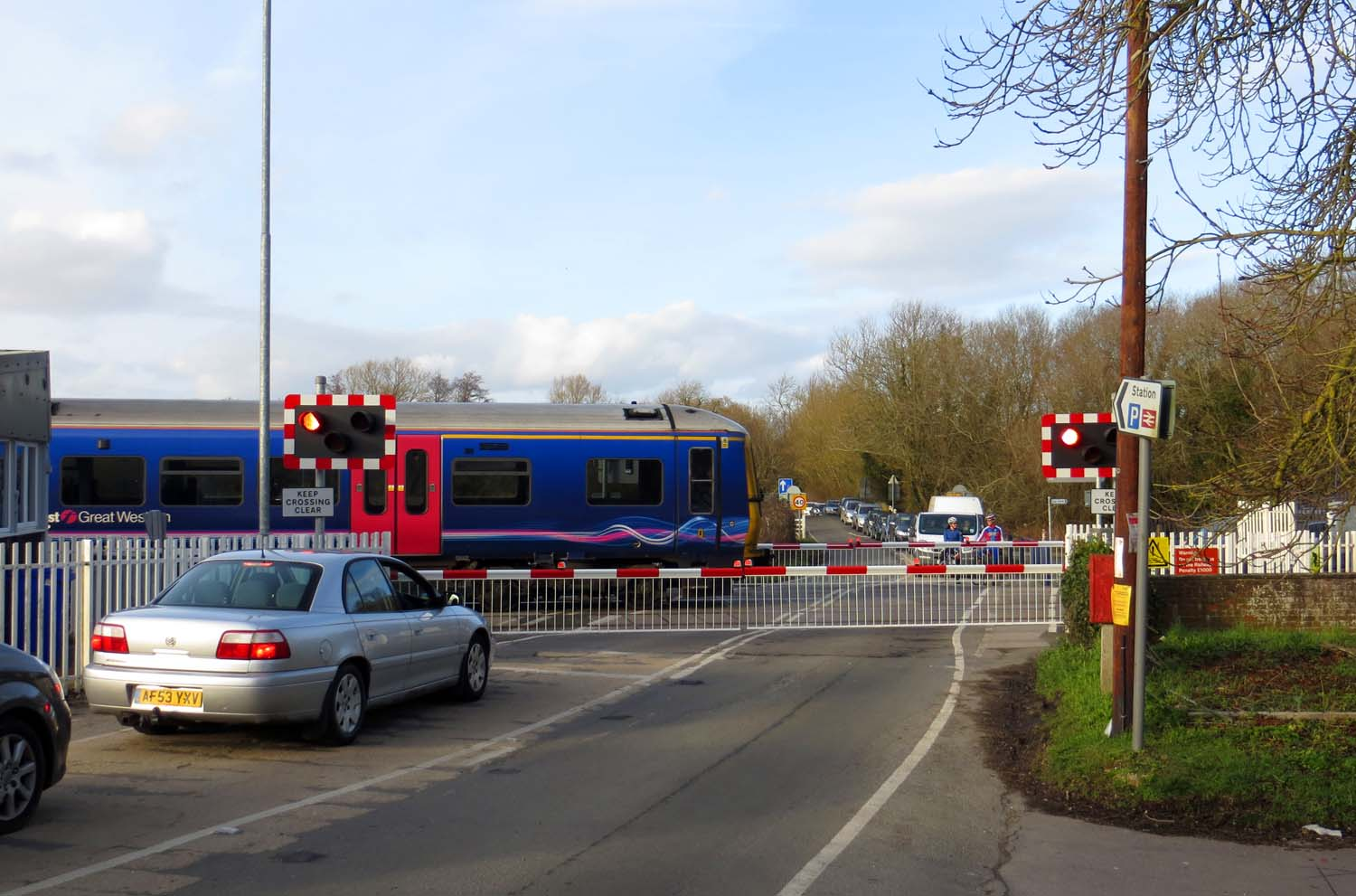
Đường ngang ở Kintbury, Vương quốc Anh
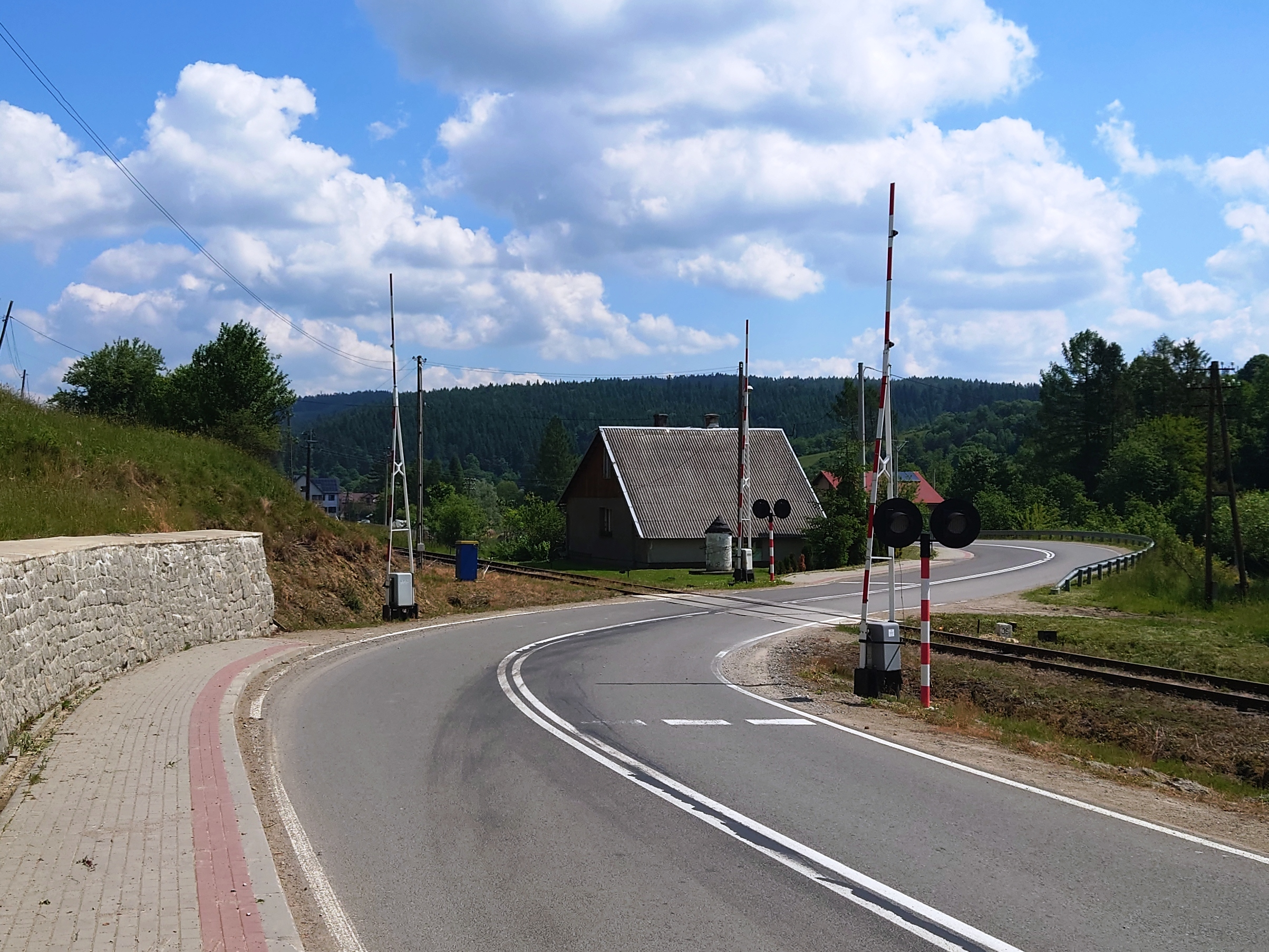
Đường ngang Komańcza, Ba Lan
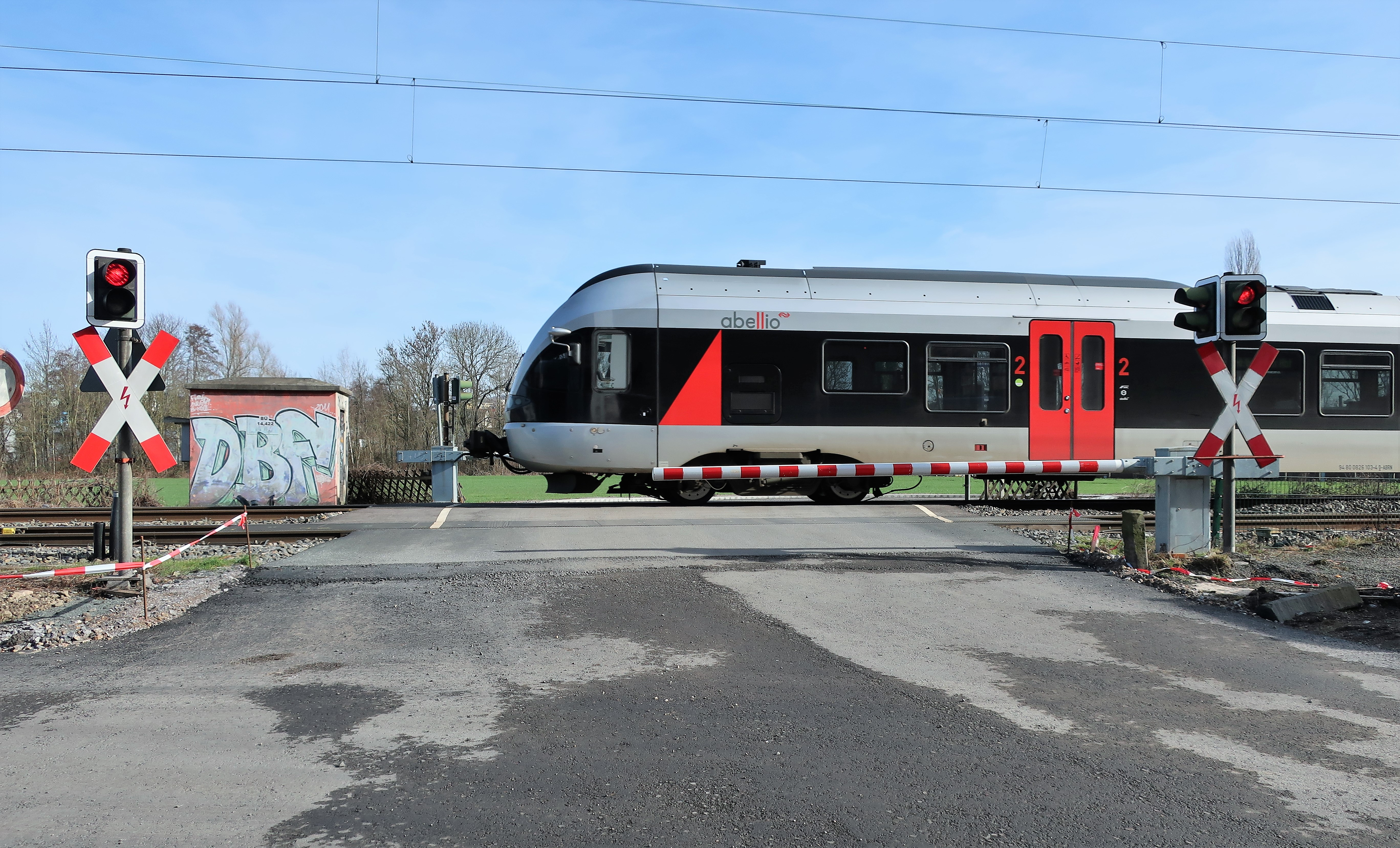
Đường ngang ở Barmerfeld, Đức